# 1957 en els vols espacials
Aquest article és una llista d'esdeveniments de vols espacials relacionats que es van produir el 1957.

## Llançaments
| Data i hora (UTC)       | Coet | Coet                                    | Plataforma de llançament                                            | Plataforma de llançament                                            | LSP                                                    | LSP                                                    |
| ----------------------- | --- | --------------------------------------- | ------------------------------------------------------------------- | ------------------------------------------------------------------- | ------------------------------------------------------ | ------------------------------------------------------ |
| Data i hora (UTC)       | Càrrega útil | Operador                                | Òrbita                                                              | Funció                                                              | Deteriorament (UTC)                                    | Resultat                                               |
| Data i hora (UTC)       | Comentaris |                                         |                                                                     |                                                                     |                                                        |                                                        |
| Gener                   | |                                         |                                                                     |                                                                     |                                                        |                                                        |
| 8 de gener              | Estats Units - X-17 | Estats Units - X-17                     | Estats Units - Cape Canaveral LC-3                                  | Estats Units - Cape Canaveral LC-3                                  | Estats Units - Força Aèria dels Estats Units d'Amèrica | Estats Units - Força Aèria dels Estats Units d'Amèrica |
| 8 de gener              | | Força Aèria dels Estats Units d'Amèrica | Suborbital                                                          | Prova de REV                                                        | 8 de gener                                             | Reeixit                                                |
| 8 de gener              | Apogee: 140 km |                                         |                                                                     |                                                                     |                                                        |                                                        |
| 15 de gener             | Estats Units - X-17 | Estats Units - X-17                     | Estats Units - Cape Canaveral LC-3                                  | Estats Units - Cape Canaveral LC-3                                  | Estats Units - Força Aèria dels Estats Units d'Amèrica | Estats Units - Força Aèria dels Estats Units d'Amèrica |
| 15 de gener             | | Força Aèria dels Estats Units d'Amèrica | Suborbital                                                          | Prova de REV                                                        | 15 de gener                                            | Error de llançament                                    |
| 15 de gener             | Apogeu: 100 km |                                         |                                                                     |                                                                     |                                                        |                                                        |
| 19 de gener             | Unió Soviètica - R-5M Pobeda | Unió Soviètica - R-5M Pobeda            | Unió Soviètica - Kapustin Iar                                       | Unió Soviètica - Kapustin Iar                                       | Unió Soviètica - OKB-1                                 | Unió Soviètica - OKB-1                                 |
| 19 de gener             | | OKB-1                                   | Suborbital                                                          | Prova nuclear                                                       | 19 de gener                                            | Reeixit                                                |
| 19 de gener             | Apogeu: 500 km |                                         |                                                                     |                                                                     |                                                        |                                                        |
| 26 de gener             | Estats Units - PGM-17 Thor DM-18 | Estats Units - PGM-17 Thor DM-18        | Estats Units - Cape Canaveral LC-17B                                | Estats Units - Cape Canaveral LC-17B                                | Estats Units - Força Aèria dels Estats Units d'Amèrica | Estats Units - Força Aèria dels Estats Units d'Amèrica |
| 26 de gener             | | Força Aèria dels Estats Units d'Amèrica | Suborbital                                                          | Prova de míssils                                                    | 26 de gener                                            | Error de llançament                                    |
| 26 de gener             | Vol inaugural del míssil Thor, va explotar a la plataforma de llançament |                                         |                                                                     |                                                                     |                                                        |                                                        |
| 29 de gener             | Estats Units - X-17 | Estats Units - X-17                     | Estats Units - Cape Canaveral LC-3                                  | Estats Units - Cape Canaveral LC-3                                  | Estats Units - Força Aèria dels Estats Units d'Amèrica | Estats Units - Força Aèria dels Estats Units d'Amèrica |
| 29 de gener             | | Força Aèria dels Estats Units d'Amèrica | Suborbital                                                          | Prova de REV                                                        | 29 de gener                                            | Error de llançament                                    |
| Febrer                  | |                                         |                                                                     |                                                                     |                                                        |                                                        |
| 2 de febrer 08:05       | Estats Units - Aerobee AJ10-34 | Estats Units - Aerobee AJ10-34          | Estats Units - Holloman LC-A                                        | Estats Units - Holloman LC-A                                        | Estats Units - Força Aèria dels Estats Units d'Amèrica | Estats Units - Força Aèria dels Estats Units d'Amèrica |
| 2 de febrer 08:05       | Estats UnitsFirefly | Força Aèria dels Estats Units d'Amèrica | Suborbital                                                          | Aeronomia                                                           | 2 de febrer                                            | Reeixit                                                |
| 2 de febrer 08:05       | Apogeu: 143 km |                                         |                                                                     |                                                                     |                                                        |                                                        |
| 7 de febrer             | Estats Units - X-17 | Estats Units - X-17                     | Estats Units - Cape Canaveral LC-3                                  | Estats Units - Cape Canaveral LC-3                                  | Estats Units - Força Aèria dels Estats Units d'Amèrica | Estats Units - Força Aèria dels Estats Units d'Amèrica |
| 7 de febrer             | | Força Aèria dels Estats Units d'Amèrica | Suborbital                                                          | Prova de REV                                                        | 7 de febrer                                            | Reeixit                                                |
| 7 de febrer             | Apogeu: 107 km |                                         |                                                                     |                                                                     |                                                        |                                                        |
| 14 de febrer            | Estats Units - X-17 | Estats Units - X-17                     | Estats Units - Cape Canaveral LC-3                                  | Estats Units - Cape Canaveral LC-3                                  | Estats Units - Força Aèria dels Estats Units d'Amèrica | Estats Units - Força Aèria dels Estats Units d'Amèrica |
| 14 de febrer            | | Força Aèria dels Estats Units d'Amèrica | Suborbital                                                          | Prova de REV                                                        | 14 de febrer                                           | Reeixit                                                |
| 14 de febrer            | Apogeu: 141 km |                                         |                                                                     |                                                                     |                                                        |                                                        |
| Març                    | |                                         |                                                                     |                                                                     |                                                        |                                                        |
| 1 de març 21:51         | Estats Units - PGM-19 Jupiter | Estats Units - PGM-19 Jupiter           | Estats Units - Cape Canaveral LC-5                                  | Estats Units - Cape Canaveral LC-5                                  | Estats Units - Força Aèria dels Estats Units d'Amèrica | Estats Units - Força Aèria dels Estats Units d'Amèrica |
| 1 de març 21:51         | | ABMA                                    | Suborbital                                                          | Prova de míssils                                                    | 1 de març                                              | Error de llançament                                    |
| 1 de març 21:51         | Apogeu: 14 km, vol inaugural del míssil Jupiter, es va sobreescalfar i es va desintegrar |                                         |                                                                     |                                                                     |                                                        |                                                        |
| 1 de març               | Estats Units - X-17 | Estats Units - X-17                     | Estats Units - Cape Canaveral LC-3                                  | Estats Units - Cape Canaveral LC-3                                  | Estats Units - Força Aèria dels Estats Units d'Amèrica | Estats Units - Força Aèria dels Estats Units d'Amèrica |
| 1 de març               | | Força Aèria dels Estats Units d'Amèrica | Suborbital                                                          | Prova de REV                                                        | 1 de març                                              | Reeixit                                                |
| 1 de març               | Apogeu: 151 km |                                         |                                                                     |                                                                     |                                                        |                                                        |
| 11 de març              | Estats Units - X-17 | Estats Units - X-17                     | Estats Units - Cape Canaveral LC-3                                  | Estats Units - Cape Canaveral LC-3                                  | Estats Units - Força Aèria dels Estats Units d'Amèrica | Estats Units - Força Aèria dels Estats Units d'Amèrica |
| 11 de març              | | Força Aèria dels Estats Units d'Amèrica | Suborbital                                                          | Prova de REV                                                        | 11 de març                                             | Reeixit                                                |
| 11 de març              | Apogeu: 134 km |                                         |                                                                     |                                                                     |                                                        |                                                        |
| 21 de març              | Estats Units - X-17 | Estats Units - X-17                     | Estats Units - Cape Canaveral LC-3                                  | Estats Units - Cape Canaveral LC-3                                  | Estats Units - Força Aèria dels Estats Units d'Amèrica | Estats Units - Força Aèria dels Estats Units d'Amèrica |
| 21 de març              | | Força Aèria dels Estats Units d'Amèrica | Suborbital                                                          | Prova de REV                                                        | 21 de març                                             | Reeixit                                                |
| 21 de març              | Apogeu: 103 km |                                         |                                                                     |                                                                     |                                                        |                                                        |
| 25 de març              | Unió Soviètica - R-11M Zemlya | Unió Soviètica - R-11M Zemlya           | Unió Soviètica - Kapustin Iar                                       | Unió Soviètica - Kapustin Iar                                       | Unió Soviètica - OKB-1                                 | Unió Soviètica - OKB-1                                 |
| 25 de març              | | OKB-1                                   | Suborbital                                                          | Prova de míssils                                                    | 25 de març                                             | Desconegut                                             |
| 25 de març              | Apogeu: 200 km |                                         |                                                                     |                                                                     |                                                        |                                                        |
| 29 de març 04:51        | Estats Units - Aerobee RTV-N-10c | Estats Units - Aerobee RTV-N-10c        | Estats Units - White Sands LC-35                                    | Estats Units - White Sands LC-35                                    | Estats Units - Marina dels Estats Units d'Amèrica      | Estats Units - Marina dels Estats Units d'Amèrica      |
| 29 de març 04:51        | | NRL                                     | Suborbital                                                          | Astronomia UV                                                       | 29 de març                                             | Reeixit                                                |
| 29 de març 04:51        | Apogeu: 135 km |                                         |                                                                     |                                                                     |                                                        |                                                        |
| Abril                   | |                                         |                                                                     |                                                                     |                                                        |                                                        |
| 11 d'abril 16:31        | Estats Units - Aerobee-150 (Hi) | Estats Units - Aerobee-150 (Hi)         | Estats Units - White Sands LC-35                                    | Estats Units - White Sands LC-35                                    | Estats Units - Marina dels Estats Units d'Amèrica      | Estats Units - Marina dels Estats Units d'Amèrica      |
| 11 d'abril 16:31        | | NRL                                     | Suborbital                                                          | Tecnologia                                                          | 11 d'abril                                             | Reeixit                                                |
| 11 d'abril 16:31        | Apogeu: 204 km |                                         |                                                                     |                                                                     |                                                        |                                                        |
| 11 d'abril              | Unió Soviètica - R-11M Zemlya | Unió Soviètica - R-11M Zemlya           | Unió Soviètica - Kapustin Iar                                       | Unió Soviètica - Kapustin Iar                                       | Unió Soviètica - OKB-1                                 | Unió Soviètica - OKB-1                                 |
| 11 d'abril              | | OKB-1                                   | Suborbital                                                          | Prova de míssils                                                    | 11 d'abril                                             | Desconegut                                             |
| 11 d'abril              | Apogeu: 200 km |                                         |                                                                     |                                                                     |                                                        |                                                        |
| 12 d'abril              | Alemanya - Unió Soviètica - R-2A | Alemanya - Unió Soviètica - R-2A        | Unió Soviètica - Kapustin Iar                                       | Unió Soviètica - Kapustin Iar                                       | Unió Soviètica - OKB-1                                 | Unió Soviètica - OKB-1                                 |
| 12 d'abril              | | OKB-1                                   | Suborbital                                                          | Prova de míssils                                                    | 12 d'abril                                             | Reeixit                                                |
| 12 d'abril              | Apogeu: 100 km |                                         |                                                                     |                                                                     |                                                        |                                                        |
| 13 d'abril              | Estats Units - X-17 | Estats Units - X-17                     | Estats Units - Cape Canaveral LC-3                                  | Estats Units - Cape Canaveral LC-3                                  | Estats Units - Força Aèria dels Estats Units d'Amèrica | Estats Units - Força Aèria dels Estats Units d'Amèrica |
| 13 d'abril              | | Marina dels Estats Units d'Amèrica      | Suborbital                                                          | Prova de REV                                                        | 13 d'abril                                             | Reeixit                                                |
| 13 d'abril              | Apogeu: 100 km |                                         |                                                                     |                                                                     |                                                        |                                                        |
| 14 d'abril              | Alemanya - Unió Soviètica - R-2A | Alemanya - Unió Soviètica - R-2A        | Unió Soviètica - Kapustin Iar                                       | Unió Soviètica - Kapustin Iar                                       | Unió Soviètica - OKB-1                                 | Unió Soviètica - OKB-1                                 |
| 14 d'abril              | | OKB-1                                   | Suborbital                                                          | Prova de míssils                                                    | 14 d'abril                                             | Reeixit                                                |
| 14 d'abril              | Apogeu: 100 km |                                         |                                                                     |                                                                     |                                                        |                                                        |
| 20 d'abril 04:33        | Estats Units - PGM-17 Thor DM-18 | Estats Units - PGM-17 Thor DM-18        | Estats Units - Cape Canaveral LC-17B                                | Estats Units - Cape Canaveral LC-17B                                | Estats Units - Força Aèria dels Estats Units d'Amèrica | Estats Units - Força Aèria dels Estats Units d'Amèrica |
| 20 d'abril 04:33        | | Força Aèria dels Estats Units d'Amèrica | Suborbital                                                          | Prova de míssils                                                    | 20 d'abril                                             | Error de llançament                                    |
| 20 d'abril 04:33        | Destruït per seguretat del vol després d'un error de la consola donés indicacions errònies en la direcció del míssil                                                                                                   |                                         |                                                                     |                                                                     |                                                        |                                                        |
| 26 d'abril 20:12        | Estats Units - PGM-19 Jupiter | Estats Units - PGM-19 Jupiter           | Estats Units - Cape Canaveral LC-5                                  | Estats Units - Cape Canaveral LC-5                                  | Estats Units - Força Aèria dels Estats Units d'Amèrica | Estats Units - Força Aèria dels Estats Units d'Amèrica |
| 26 d'abril 20:12        | | Força Aèria dels Estats Units d'Amèrica | Suborbital                                                          | Prova de míssils                                                    | 26 d'abril                                             | Error de llançament                                    |
| 26 d'abril 20:12        | Apogeu: 18 km |                                         |                                                                     |                                                                     |                                                        |                                                        |
| 30 d'abril 15:10        | Estats Units - Aerobee-150 (Hi) | Estats Units - Aerobee-150 (Hi)         | Estats Units - White Sands LC-35                                    | Estats Units - White Sands LC-35                                    | Estats Units - Marina dels Estats Units d'Amèrica      | Estats Units - Marina dels Estats Units d'Amèrica      |
| 30 d'abril 15:10        | | NRL                                     | Suborbital                                                          | Investigació de meteorit                                            | 30 d'abril                                             | Reeixit                                                |
| 30 d'abril 15:10        | Apogeu: 289 km |                                         |                                                                     |                                                                     |                                                        |                                                        |
| Abril                   | Unió Soviètica - R-11M Zemlya | Unió Soviètica - R-11M Zemlya           | Unió Soviètica - Kapustin Iar                                       | Unió Soviètica - Kapustin Iar                                       | Unió Soviètica - OKB-1                                 | Unió Soviètica - OKB-1                                 |
| Abril                   | | OKB-1                                   | Suborbital                                                          | Prova de míssils                                                    | rowspan=1                                              | Desconegut                                             |
| Abril                   | Apogeu: 200 km |                                         |                                                                     |                                                                     |                                                        |                                                        |
| Maig                    | |                                         |                                                                     |                                                                     |                                                        |                                                        |
| 1 de maig 06:29         | Estats Units - Viking | Estats Units - Viking                   | Estats Units - Cape Canaveral LC-18A                                | Estats Units - Cape Canaveral LC-18A                                | Estats Units - Marina dels Estats Units d'Amèrica      | Estats Units - Marina dels Estats Units d'Amèrica      |
| 1 de maig 06:29         | | Marina dels Estats Units d'Amèrica      | Suborbital                                                          | Tecnologia                                                          | 1 de maig                                              | Reeixit                                                |
| 1 de maig 06:29         | Apogeu: 195 km, final flight of Viking |                                         |                                                                     |                                                                     |                                                        |                                                        |
| 3 de maig 14:04         | Estats Units - Aerobee-150 (Hi) | Estats Units - Aerobee-150 (Hi)         | Estats Units - White Sands LC-35                                    | Estats Units - White Sands LC-35                                    | Estats Units - Marina dels Estats Units d'Amèrica      | Estats Units - Marina dels Estats Units d'Amèrica      |
| 3 de maig 14:04         | Estats Units - Sunfollower | NRL                                     | Suborbital                                                          | Solar                                                               | 3 de maig                                              | Reeixit                                                |
| 3 de maig 14:04         | Apogeu: 204 km |                                         |                                                                     |                                                                     |                                                        |                                                        |
| 15 de maig 07:55        | Estats Units - Jupiter-C | Estats Units - Jupiter-C                | Estats Units - Cape Canaveral LC-6                                  | Estats Units - Cape Canaveral LC-6                                  | Estats Units - ABMA                                    | Estats Units - ABMA                                    |
| 15 de maig 07:55        | | ABMA                                    | Suborbital                                                          | Prova de REV                                                        | 15 de maig                                             | Error de llançament                                    |
| 15 de maig 07:55        | Apogeu: 655 km, el giroscopi va fallar 134 segons després del llançament, es va perdre del punt d'aterratge a 778 km                                                                                                   |                                         |                                                                     |                                                                     |                                                        |                                                        |
| 15 de maig 16:01        | Unió Soviètica - R-7 Semyorka | Unió Soviètica - R-7 Semyorka           | Unió Soviètica - Baikonur Site 1/5                                  | Unió Soviètica - Baikonur Site 1/5                                  | Unió Soviètica - MVS                                   | Unió Soviètica - MVS                                   |
| 15 de maig 16:01        | | MVS                                     | Suborbital                                                          | Prova de míssils                                                    | 15 de maig                                             | Error de llançament                                    |
| 15 de maig 16:01        | Vol inaugural del R-7 i primer llançament d'un ICBM. Incendi en el motor en el bloc D del coet en l'enlairament, seguit per la separació prematura de 98 segons després del llançament. Apogeu: 100 km                 |                                         |                                                                     |                                                                     |                                                        |                                                        |
| 16 de maig 02:14        | Alemanya - Unió Soviètica - R-2A | Alemanya - Unió Soviètica - R-2A        | Unió Soviètica - Kapustin Iar                                       | Unió Soviètica - Kapustin Iar                                       | Unió Soviètica - OKB-1                                 | Unió Soviètica - OKB-1                                 |
| 16 de maig 02:14        | | OKB-1/AN                                | Suborbital                                                          | Prova de míssils                                                    | 16 de maig                                             | Reeixit                                                |
| 16 de maig 02:14        | Apogeu: 200 km |                                         |                                                                     |                                                                     |                                                        |                                                        |
| 16 de maig 03:18        | Alemanya - Unió Soviètica - R-2A | Alemanya - Unió Soviètica - R-2A        | Unió Soviètica - Kapustin Iar                                       | Unió Soviètica - Kapustin Iar                                       | Unió Soviètica - OKB-1                                 | Unió Soviètica - OKB-1                                 |
| 16 de maig 03:18        | | OKB-1/AN                                | Suborbital                                                          | Prova de míssils Biològic                                           | 16 de maig                                             | Reeixit                                                |
| 16 de maig 03:18        | Apogeu: 200 km |                                         |                                                                     |                                                                     |                                                        |                                                        |
| 22 de maig 03:00        | Estats Units - PGM-17 Thor DM-18 | Estats Units - PGM-17 Thor DM-18        | Estats Units - Cape Canaveral LC-17B                                | Estats Units - Cape Canaveral LC-17B                                | Estats Units - Força Aèria dels Estats Units d'Amèrica | Estats Units - Força Aèria dels Estats Units d'Amèrica |
| 22 de maig 03:00        | | Força Aèria dels Estats Units d'Amèrica | Suborbital                                                          | Prova de míssils                                                    | 22 de maig                                             | Error de llançament                                    |
| 22 de maig 03:00        | Va explotar en la zona de llançament després que una vàlvula tingués un mal funcionament causat per l'acumulació de pressió                                                                                            |                                         |                                                                     |                                                                     |                                                        |                                                        |
| 24 de maig              | Alemanya - Unió Soviètica - R-2A | Alemanya - Unió Soviètica - R-2A        | Unió Soviètica - Kapustin Iar                                       | Unió Soviètica - Kapustin Iar                                       | Unió Soviètica - OKB-1                                 | Unió Soviètica - OKB-1                                 |
| 24 de maig              | | OKB-1/AN                                | Suborbital                                                          | Prova de míssils Biològic                                           | 24 de maig                                             | Reeixit                                                |
| 24 de maig              | Apogeu: 200 km |                                         |                                                                     |                                                                     |                                                        |                                                        |
| 31 de maig 18:08        | Estats Units - PGM-19 Jupiter | Estats Units - PGM-19 Jupiter           | Estats Units - Cape Canaveral LC-5                                  | Estats Units - Cape Canaveral LC-5                                  | Estats Units - Força Aèria dels Estats Units d'Amèrica | Estats Units - Força Aèria dels Estats Units d'Amèrica |
| 31 de maig 18:08        | | Força Aèria dels Estats Units d'Amèrica | Suborbital                                                          | Prova de míssils                                                    | 31 de maig                                             | Reeixit                                                |
| 31 de maig 18:08        | Apogeu: 500 km |                                         |                                                                     |                                                                     |                                                        |                                                        |
| Juny                    | |                                         |                                                                     |                                                                     |                                                        |                                                        |
| 7 de juny               | Alemanya - Unió Soviètica - R-2A | Alemanya - Unió Soviètica - R-2A        | Unió Soviètica - Kapustin Iar                                       | Unió Soviètica - Kapustin Iar                                       | Unió Soviètica - OKB-1                                 | Unió Soviètica - OKB-1                                 |
| 7 de juny               | | OKB-1                                   | Suborbital                                                          | Objectiu                                                            | 7 de juny                                              | Reeixit                                                |
| 7 de juny               | Apogeu: 100 km |                                         |                                                                     |                                                                     |                                                        |                                                        |
| 10 de juny              | Alemanya - Unió Soviètica - R-2A | Alemanya - Unió Soviètica - R-2A        | Unió Soviètica - Kapustin Iar                                       | Unió Soviètica - Kapustin Iar                                       | Unió Soviètica - OKB-1                                 | Unió Soviètica - OKB-1                                 |
| 10 de juny              | | OKB-1                                   | Suborbital                                                          | Objectiu                                                            | 10 de juny                                             | Reeixit                                                |
| 10 de juny              | Apogeu: 100 km |                                         |                                                                     |                                                                     |                                                        |                                                        |
| 11 de juny 19:37        | Estats Units - SM-65A Atlas | Estats Units - SM-65A Atlas             | Estats Units - Cape Canaveral LC-14                                 | Estats Units - Cape Canaveral LC-14                                 | Estats Units - Força Aèria dels Estats Units d'Amèrica | Estats Units - Força Aèria dels Estats Units d'Amèrica |
| 11 de juny 19:37        | | Força Aèria dels Estats Units d'Amèrica | Suborbital                                                          | Prova de míssils                                                    | +23 seconds                                            | Error de llançament                                    |
| 11 de juny 19:37        | Vol inaugural del míssil Atlas, destruït per seguretat del vol després d'un mal funcionament del sistema de combustible, Apogeu: 3 km                                                                                  |                                         |                                                                     |                                                                     |                                                        |                                                        |
| 18 de juny 14:00        | Estats Units - Aerobee-150 (Hi) | Estats Units - Aerobee-150 (Hi)         | Estats Units - Holloman LC-A                                        | Estats Units - Holloman LC-A                                        | Estats Units - Força Aèria dels Estats Units d'Amèrica | Estats Units - Força Aèria dels Estats Units d'Amèrica |
| 18 de juny 14:00        | | Força Aèria dels Estats Units d'Amèrica | Suborbital                                                          | Ionosfèric                                                          | 18 de juny                                             | Reeixit                                                |
| 18 de juny 14:00        | Apogeu: 171 km |                                         |                                                                     |                                                                     |                                                        |                                                        |
| 22 de juny              | Alemanya - Unió Soviètica - R-2A | Alemanya - Unió Soviètica - R-2A        | Unió Soviètica - Kapustin Iar                                       | Unió Soviètica - Kapustin Iar                                       | Unió Soviètica - OKB-1                                 | Unió Soviètica - OKB-1                                 |
| 22 de juny              | | OKB-1                                   | Suborbital                                                          | Objectiu                                                            | 22 de juny                                             | Reeixit                                                |
| 22 de juny              | Apogeu: 100 km |                                         |                                                                     |                                                                     |                                                        |                                                        |
| 22 de juny              | Unió Soviètica - R-12 Dvina | Unió Soviètica - R-12 Dvina             | Unió Soviètica - Kapustin Iar                                       | Unió Soviètica - Kapustin Iar                                       | Unió Soviètica - OKB-1                                 | Unió Soviètica - OKB-1                                 |
| 22 de juny              | | OKB-1                                   | Suborbital                                                          | Prova de míssils                                                    | 22 de juny                                             | Reeixit                                                |
| 22 de juny              | Apogeu: 402 km, Vol inaugural del R-12 |                                         |                                                                     |                                                                     |                                                        |                                                        |
| 23 de juny              | Alemanya - Unió Soviètica - R-2A | Alemanya - Unió Soviètica - R-2A        | Unió Soviètica - Kapustin Iar                                       | Unió Soviètica - Kapustin Iar                                       | Unió Soviètica - OKB-1                                 | Unió Soviètica - OKB-1                                 |
| 23 de juny              | | OKB-1                                   | Suborbital                                                          | Objectiu                                                            | 23 de juny                                             | Reeixit                                                |
| 23 de juny              | Apogeu: 100 km |                                         |                                                                     |                                                                     |                                                        |                                                        |
| 25 de juny 14:07        | Estats Units - Aerobee-150 (Hi) | Estats Units - Aerobee-150 (Hi)         | Estats Units - Holloman LC-A                                        | Estats Units - Holloman LC-A                                        | Estats Units - Força Aèria dels Estats Units d'Amèrica | Estats Units - Força Aèria dels Estats Units d'Amèrica |
| 25 de juny 14:07        | | Força Aèria dels Estats Units d'Amèrica | Suborbital                                                          | Ionosfèric                                                          | 25 de juny                                             | Reeixit                                                |
| 25 de juny 14:07        | Apogeu: 202 km |                                         |                                                                     |                                                                     |                                                        |                                                        |
| 27 de juny              | Estats Units - X-17 | Estats Units - X-17                     | Estats Units - Cape Canaveral LC-3                                  | Estats Units - Cape Canaveral LC-3                                  | Estats Units - Força Aèria dels Estats Units d'Amèrica | Estats Units - Força Aèria dels Estats Units d'Amèrica |
| 27 de juny              | | Marina dels Estats Units d'Amèrica      | Suborbital                                                          | Prova de REV                                                        | 27 de juny                                             | Reeixit                                                |
| 27 de juny              | Apogeu: 100 km |                                         |                                                                     |                                                                     |                                                        |                                                        |
| 28 de juny              | Alemanya - Unió Soviètica - R-2A | Alemanya - Unió Soviètica - R-2A        | Unió Soviètica - Kapustin Iar                                       | Unió Soviètica - Kapustin Iar                                       | Unió Soviètica - OKB-1                                 | Unió Soviètica - OKB-1                                 |
| 28 de juny              | | OKB-1                                   | Suborbital                                                          | Objectiu                                                            | 28 de juny                                             | Reeixit                                                |
| 28 de juny              | Apogeu: 100 km |                                         |                                                                     |                                                                     |                                                        |                                                        |
| 29 de juny              | Alemanya - Unió Soviètica - R-2A | Alemanya - Unió Soviètica - R-2A        | Unió Soviètica - Kapustin Iar                                       | Unió Soviètica - Kapustin Iar                                       | Unió Soviètica - OKB-1                                 | Unió Soviètica - OKB-1                                 |
| 29 de juny              | | OKB-1                                   | Suborbital                                                          | Objectiu                                                            | 29 de juny                                             | Reeixit                                                |
| 29 de juny              | Apogeu: 100 km |                                         |                                                                     |                                                                     |                                                        |                                                        |
| Juliol                  | |                                         |                                                                     |                                                                     |                                                        |                                                        |
| 3 de juliol 09:28       | Estats Units - Nike-Deacon | Estats Units - Nike-Deacon              | Estats Units - San Nicolas                                          | Estats Units - San Nicolas                                          | Estats Units - Marina dels Estats Units d'Amèrica      | Estats Units - Marina dels Estats Units d'Amèrica      |
| 3 de juliol 09:28       | | NRL                                     | Suborbital                                                          | Solar                                                               | 3 de juliol                                            | Reeixit                                                |
| 3 de juliol 09:28       | Apogeu: 113 km |                                         |                                                                     |                                                                     |                                                        |                                                        |
| 4 de juliol 17:15:40    | Estats Units - Aerobee-150 (Hi) | Estats Units - Aerobee-150 (Hi)         | Canadà - Fort Churchill                                             | Canadà - Fort Churchill                                             | Estats Units - Marina dels Estats Units d'Amèrica      | Estats Units - Marina dels Estats Units d'Amèrica      |
| 4 de juliol 17:15:40    | | NRL                                     | Suborbital                                                          | Ionosfèric                                                          | 4 de juliol                                            | Reeixit                                                |
| 4 de juliol 17:15:40    | Apogeu: 237 km |                                         |                                                                     |                                                                     |                                                        |                                                        |
| 4 de juliol             | Alemanya - Unió Soviètica - R-2A | Alemanya - Unió Soviètica - R-2A        | Unió Soviètica - Kapustin Iar                                       | Unió Soviètica - Kapustin Iar                                       | Unió Soviètica - OKB-1                                 | Unió Soviètica - OKB-1                                 |
| 4 de juliol             | | OKB-1                                   | Suborbital                                                          | Objectiu                                                            | 4 de juliol                                            | Reeixit                                                |
| 4 de juliol             | Apogeu: 100 km |                                         |                                                                     |                                                                     |                                                        |                                                        |
| 5 de juliol 05:17:56    | Estats Units - Aerobee-150 (Hi) | Estats Units - Aerobee-150 (Hi)         | Canadà - Fort Churchill                                             | Canadà - Fort Churchill                                             | Estats Units - Marina dels Estats Units d'Amèrica      | Estats Units - Marina dels Estats Units d'Amèrica      |
| 5 de juliol 05:17:56    | | NRL                                     | Suborbital                                                          | Ionosfèric                                                          | 5 de juliol                                            | Error de llançament                                    |
| 5 de juliol 05:17:56    | Apogeu: 16 km |                                         |                                                                     |                                                                     |                                                        |                                                        |
| 5 de juliol             | Alemanya - Unió Soviètica - R-2A | Alemanya - Unió Soviètica - R-2A        | Unió Soviètica - Kapustin Iar                                       | Unió Soviètica - Kapustin Iar                                       | Unió Soviètica - OKB-1                                 | Unió Soviètica - OKB-1                                 |
| 5 de juliol             | | OKB-1                                   | Suborbital                                                          | Objectiu                                                            | 5 de juliol                                            | Reeixit                                                |
| 5 de juliol             | Apogeu: 100 km |                                         |                                                                     |                                                                     |                                                        |                                                        |
| 12 de juliol 12:53      | Unió Soviètica - R-7 Semyorka | Unió Soviètica - R-7 Semyorka           | Unió Soviètica - Baikonur Site 1/5                                  | Unió Soviètica - Baikonur Site 1/5                                  | Unió Soviètica - MVS                                   | Unió Soviètica - MVS                                   |
| 12 de juliol 12:53      | | MVS                                     | Suborbital                                                          | Prova de míssils                                                    | 12 de juliol                                           | Error de llançament                                    |
| 12 de juliol 12:53      | Curtcircuit en el sistema de control resultant la pèrdua de control, els impulsadors van caure 33 segons després del llançament, Apogeu: 20 km                                                                         |                                         |                                                                     |                                                                     |                                                        |                                                        |
| 15 de juliol 14:23      | Estats Units - Nike-Deacon | Estats Units - Nike-Deacon              | Estats Units - San Nicolas                                          | Estats Units - San Nicolas                                          | Estats Units - Marina dels Estats Units d'Amèrica      | Estats Units - Marina dels Estats Units d'Amèrica      |
| 15 de juliol 14:23      | | NRL                                     | Suborbital                                                          | Solar                                                               | 15 de juliol                                           | Error de llançament                                    |
| 15 de juliol 14:23      | Apogeu: 28 km |                                         |                                                                     |                                                                     |                                                        |                                                        |
| 16 de juliol            | Estats Units - X-17 | Estats Units - X-17                     | Estats Units - Cape Canaveral LC-3                                  | Estats Units - Cape Canaveral LC-3                                  | Estats Units - Força Aèria dels Estats Units d'Amèrica | Estats Units - Força Aèria dels Estats Units d'Amèrica |
| 16 de juliol            | | Marina dels Estats Units d'Amèrica      | Suborbital                                                          | Prova de REV                                                        | 16 de juliol                                           | Reeixit                                                |
| 16 de juliol            | Apogeu: 100 km |                                         |                                                                     |                                                                     |                                                        |                                                        |
| 16 de juliol            | Estats Units - Aerobee | Estats Units - Aerobee                  | Estats Units - Holloman LC-A                                        | Estats Units - Holloman LC-A                                        | Estats Units - Força Aèria dels Estats Units d'Amèrica | Estats Units - Força Aèria dels Estats Units d'Amèrica |
| 16 de juliol            | | Força Aèria dels Estats Units d'Amèrica | Suborbital                                                          | Investigació de meteorits                                           | 16 de juliol                                           | Reeixit                                                |
| 16 de juliol            | Apogeu: 100 km |                                         |                                                                     |                                                                     |                                                        |                                                        |
| 18 de juliol            | Estats Units - Aerobee | Estats Units - Aerobee                  | Estats Units - Holloman LC-A                                        | Estats Units - Holloman LC-A                                        | Estats Units - Força Aèria dels Estats Units d'Amèrica | Estats Units - Força Aèria dels Estats Units d'Amèrica |
| 18 de juliol            | | Força Aèria dels Estats Units d'Amèrica | Suborbital                                                          | Investigació de meteorits                                           | 18 de juliol                                           | Reeixit                                                |
| 18 de juliol            | Apogeu: 100 km |                                         |                                                                     |                                                                     |                                                        |                                                        |
| 19 de juliol            | Estats Units - X-17 | Estats Units - X-17                     | Estats Units - Cape Canaveral LC-3                                  | Estats Units - Cape Canaveral LC-3                                  | Estats Units - Força Aèria dels Estats Units d'Amèrica | Estats Units - Força Aèria dels Estats Units d'Amèrica |
| 19 de juliol            | | Marina dels Estats Units d'Amèrica      | Suborbital                                                          | Prova de REV                                                        | 19 de juliol                                           | Reeixit                                                |
| 19 de juliol            | Apogeu: 100 km |                                         |                                                                     |                                                                     |                                                        |                                                        |
| 22 de juliol            | Estats Units - X-17 | Estats Units - X-17                     | Estats Units - Cape Canaveral LC-3                                  | Estats Units - Cape Canaveral LC-3                                  | Estats Units - Força Aèria dels Estats Units d'Amèrica | Estats Units - Força Aèria dels Estats Units d'Amèrica |
| 22 de juliol            | | Força Aèria dels Estats Units d'Amèrica | Suborbital                                                          | Prova de REV                                                        | 22 de juliol                                           | Reeixit                                                |
| 22 de juliol            | Apogeu: 114 km |                                         |                                                                     |                                                                     |                                                        |                                                        |
| 23 de juliol 16:29      | Estats Units - Nike-Deacon | Estats Units - Nike-Deacon              | Estats Units - San Nicolas                                          | Estats Units - San Nicolas                                          | Estats Units - Marina dels Estats Units d'Amèrica      | Estats Units - Marina dels Estats Units d'Amèrica      |
| 23 de juliol 16:29      | | NRL                                     | Suborbital                                                          | Solar                                                               | 23 de juliol                                           | Reeixit                                                |
| 23 de juliol 16:29      | Apogeu: 129 km |                                         |                                                                     |                                                                     |                                                        |                                                        |
| 29 de juliol 21:59      | Estats Units - Aerobee-150 (Hi) | Estats Units - Aerobee-150 (Hi)         | Canadà - Fort Churchill                                             | Canadà - Fort Churchill                                             | Estats Units - Marina dels Estats Units d'Amèrica      | Estats Units - Marina dels Estats Units d'Amèrica      |
| 29 de juliol 21:59      | | NRL                                     | Suborbital                                                          | Aeronomia                                                           | 29 de juliol                                           | Reeixit                                                |
| 29 de juliol 21:59      | Apogeu: 210 km |                                         |                                                                     |                                                                     |                                                        |                                                        |
| 30 de juliol 18:10      | Estats Units - Nike-Cajun | Estats Units - Nike-Cajun               | Canadà - Fort Churchill                                             | Canadà - Fort Churchill                                             | Estats Units - Força Aèria dels Estats Units d'Amèrica | Estats Units - Força Aèria dels Estats Units d'Amèrica |
| 30 de juliol 18:10      | | Força Aèria dels Estats Units d'Amèrica | Suborbital                                                          | Aeronomia                                                           | 30 de juliol                                           | Error de llançament                                    |
| 30 de juliol 18:10      | Apogeu: 25 km |                                         |                                                                     |                                                                     |                                                        |                                                        |
| Juliol                  | Unió Soviètica - R-12 Dvina | Unió Soviètica - R-12 Dvina             | Unió Soviètica - Kapustin Iar                                       | Unió Soviètica - Kapustin Iar                                       | Unió Soviètica - OKB-1                                 | Unió Soviètica - OKB-1                                 |
| Juliol                  | | OKB-1                                   | Suborbital                                                          | Prova de míssils                                                    | rowspan=1                                              | Reeixit                                                |
| Juliol                  | Apogeu: 402 km |                                         |                                                                     |                                                                     |                                                        |                                                        |
| Juliol                  | Unió Soviètica - R-12 Dvina | Unió Soviètica - R-12 Dvina             | Unió Soviètica - Kapustin Iar                                       | Unió Soviètica - Kapustin Iar                                       | Unió Soviètica - OKB-1                                 | Unió Soviètica - OKB-1                                 |
| Juliol                  | | OKB-1                                   | Suborbital                                                          | Prova de míssils                                                    | rowspan=1                                              | Reeixit                                                |
| Juliol                  | Apogeu: 402 km |                                         |                                                                     |                                                                     |                                                        |                                                        |
| Juliol                  | Unió Soviètica - R-12 Dvina | Unió Soviètica - R-12 Dvina             | Unió Soviètica - Kapustin Iar                                       | Unió Soviètica - Kapustin Iar                                       | Unió Soviètica - OKB-1                                 | Unió Soviètica - OKB-1                                 |
| Juliol                  | | OKB-1                                   | Suborbital                                                          | Prova de míssils                                                    | rowspan=1                                              | Reeixit                                                |
| Juliol                  | Apogeu: 402 km |                                         |                                                                     |                                                                     |                                                        |                                                        |
| Agost                   | |                                         |                                                                     |                                                                     |                                                        |                                                        |
| 5 d'agost 11:53         | Estats Units - Loki Rockoon | Estats Units - Loki Rockoon             | Estats Units - USS Plymouth Rock, IGY Atlantic Launch Site 01 LP-1  | Estats Units - USS Plymouth Rock, IGY Atlantic Launch Site 01 LP-1  | Estats Units - SUI                                     | Estats Units - SUI                                     |
| 5 d'agost 11:53         | | SUI                                     | Suborbital                                                          | Aeronomia                                                           | 5 d'agost 11:53                                        | Reeixit                                                |
| 5 d'agost 11:53         | Apogeu: 100 km |                                         |                                                                     |                                                                     |                                                        |                                                        |
| 5 d'agost 12:20         | Estats Units - Nike-Deacon | Estats Units - Nike-Deacon              | Estats Units - San Nicolas                                          | Estats Units - San Nicolas                                          | Estats Units - Marina dels Estats Units d'Amèrica      | Estats Units - Marina dels Estats Units d'Amèrica      |
| 5 d'agost 12:20         | | NRL                                     | Suborbital                                                          | Solar                                                               | 5 d'agost                                              | Error de llançament                                    |
| 5 d'agost 12:20         | Apogeu: 14 km |                                         |                                                                     |                                                                     |                                                        |                                                        |
| 5 d'agost 16:59         | Estats Units - Loki Rockoon | Estats Units - Loki Rockoon             | Estats Units - USS Plymouth Rock, IGY Atlantic Launch Site 01 LP-2  | Estats Units - USS Plymouth Rock, IGY Atlantic Launch Site 01 LP-2  | Estats Units - SUI                                     | Estats Units - SUI                                     |
| 5 d'agost 16:59         | | SUI                                     | Suborbital                                                          |                                                                     | 5 d'agost                                              | Reeixit                                                |
| 5 d'agost 16:59         | Apogeu: 100 km |                                         |                                                                     |                                                                     |                                                        |                                                        |
| 6 d'agost 10:52         | Estats Units - Loki Rockoon | Estats Units - Loki Rockoon             | Estats Units - USS Plymouth Rock, IGY Atlantic Launch Site 01 LP-3  | Estats Units - USS Plymouth Rock, IGY Atlantic Launch Site 01 LP-3  | Estats Units - SUI                                     | Estats Units - SUI                                     |
| 6 d'agost 10:52         | | SUI                                     | Suborbital                                                          |                                                                     | 6 d'agost                                              | Reeixit                                                |
| 6 d'agost 10:52         | Apogeu: 116 km |                                         |                                                                     |                                                                     |                                                        |                                                        |
| 6 d'agost 15:30         | Estats Units - Aerobee | Estats Units - Aerobee                  | Estats Units - Holloman LC-A                                        | Estats Units - Holloman LC-A                                        | Estats Units - Força Aèria dels Estats Units d'Amèrica | Estats Units - Força Aèria dels Estats Units d'Amèrica |
| 6 d'agost 15:30         | | Força Aèria dels Estats Units d'Amèrica | Suborbital                                                          | Solar                                                               | 6 d'agost                                              | Reeixit                                                |
| 6 d'agost 15:30         | Apogeu: 143 km |                                         |                                                                     |                                                                     |                                                        |                                                        |
| 6 d'agost 16:03         | Estats Units - Loki Rockoon | Estats Units - Loki Rockoon             | Estats Units - USS Plymouth Rock, IGY Atlantic Launch Site 01 LP-4  | Estats Units - USS Plymouth Rock, IGY Atlantic Launch Site 01 LP-4  | Estats Units - SUI                                     | Estats Units - SUI                                     |
| 6 d'agost 16:03         | | SUI                                     | Suborbital                                                          |                                                                     | 6 d'agost                                              | Reeixit                                                |
| 6 d'agost 16:03         | Apogeu: 117 km |                                         |                                                                     |                                                                     |                                                        |                                                        |
| 7 d'agost 03:28         | Estats Units - Loki Rockoon | Estats Units - Loki Rockoon             | Estats Units - USS Plymouth Rock, IGY Atlantic Launch Site 01 LP-5  | Estats Units - USS Plymouth Rock, IGY Atlantic Launch Site 01 LP-5  | Estats Units - SUI                                     | Estats Units - SUI                                     |
| 7 d'agost 03:28         | | SUI                                     | Suborbital                                                          |                                                                     | 7 d'agost                                              | Error de llançament                                    |
| 7 d'agost 22:04         | Estats Units - Loki Rockoon | Estats Units - Loki Rockoon             | Estats Units - USS Plymouth Rock, IGY Atlantic Launch Site 01 LP-6  | Estats Units - USS Plymouth Rock, IGY Atlantic Launch Site 01 LP-6  | Estats Units - SUI                                     | Estats Units - SUI                                     |
| 7 d'agost 22:04         | | SUI                                     | Suborbital                                                          |                                                                     | 7 d'agost                                              | Error de llançament                                    |
| 8 d'agost 06:59         | Estats Units - Jupiter-C | Estats Units - Jupiter-C                | Estats Units - Cape Canaveral LC-6                                  | Estats Units - Cape Canaveral LC-6                                  | Estats Units - ABMA                                    | Estats Units - ABMA                                    |
| 8 d'agost 06:59         | | ABMA                                    | Suborbital                                                          | Prova de REV                                                        | 8 d'agost                                              | Reeixit                                                |
| 8 d'agost 06:59         | Apogeu: 460 km, vehicle de reentrada recuperat |                                         |                                                                     |                                                                     |                                                        |                                                        |
| 8 d'agost 07:17         | Estats Units - Loki Rockoon | Estats Units - Loki Rockoon             | Estats Units - USS Plymouth Rock, IGY Atlantic Launch Site 01 LP-7  | Estats Units - USS Plymouth Rock, IGY Atlantic Launch Site 01 LP-7  | Estats Units - SUI                                     | Estats Units - SUI                                     |
| 8 d'agost 07:17         | | SUI                                     | Suborbital                                                          |                                                                     | 8 d'agost                                              | Reeixit                                                |
| 8 d'agost 07:17         | Apogeu: 132 km |                                         |                                                                     |                                                                     |                                                        |                                                        |
| 8 d'agost               | Unió Soviètica - R-11M Zemlya | Unió Soviètica - R-11M Zemlya           | Unió Soviètica - Kapustin Iar                                       | Unió Soviètica - Kapustin Iar                                       | Unió Soviètica - OKB-1                                 | Unió Soviètica - OKB-1                                 |
| 8 d'agost               | | OKB-1                                   | Suborbital                                                          | Prova de míssils                                                    | 8 d'agost                                              | Desconegut                                             |
| 8 d'agost               | Apogeu: 200 km |                                         |                                                                     |                                                                     |                                                        |                                                        |
| 9 d'agost               | Estats Units - X-17 | Estats Units - X-17                     | Estats Units - Cape Canaveral LC-3                                  | Estats Units - Cape Canaveral LC-3                                  | Estats Units - Força Aèria dels Estats Units d'Amèrica | Estats Units - Força Aèria dels Estats Units d'Amèrica |
| 9 d'agost               | | Marina dels Estats Units d'Amèrica      | Suborbital                                                          | Prova de REV                                                        | 9 d'agost                                              | Reeixit                                                |
| 9 d'agost               | Apogeu: 100 km |                                         |                                                                     |                                                                     |                                                        |                                                        |
| 10 d'agost 05:07        | Estats Units - Loki Rockoon | Estats Units - Loki Rockoon             | Estats Units - USS Plymouth Rock, IGY Atlantic Launch Site 01 LP-8  | Estats Units - USS Plymouth Rock, IGY Atlantic Launch Site 01 LP-8  | Estats Units - SUI                                     | Estats Units - SUI                                     |
| 10 d'agost 05:07        | | SUI                                     | Suborbital                                                          |                                                                     | 10 d'agost                                             | Reeixit                                                |
| 10 d'agost 05:07        | Apogeu: 117 km |                                         |                                                                     |                                                                     |                                                        |                                                        |
| 11 d'agost 05:16        | Estats Units - Loki Rockoon | Estats Units - Loki Rockoon             | Estats Units - USS Plymouth Rock, IGY Atlantic Launch Site 01 LP-10 | Estats Units - USS Plymouth Rock, IGY Atlantic Launch Site 01 LP-10 | Estats Units - SUI                                     | Estats Units - SUI                                     |
| 11 d'agost 05:16        | | SUI                                     | Suborbital                                                          |                                                                     | 11 d'agost                                             | Error de llançament                                    |
| 11 d'agost 20:30        | Estats Units - Loki Rockoon | Estats Units - Loki Rockoon             | Estats Units - USS Plymouth Rock, IGY Atlantic Launch Site 01 LP-11 | Estats Units - USS Plymouth Rock, IGY Atlantic Launch Site 01 LP-11 | Estats Units - SUI                                     | Estats Units - SUI                                     |
| 11 d'agost 20:30        | | SUI                                     | Suborbital                                                          |                                                                     | 11 d'agost                                             | Reeixit                                                |
| 11 d'agost 20:30        | Apogeu: 100 km |                                         |                                                                     |                                                                     |                                                        |                                                        |
| 12 d'agost 07:48        | Estats Units - Loki Rockoon | Estats Units - Loki Rockoon             | Estats Units - USS Plymouth Rock, IGY Atlantic Launch Site 01 LP-12 | Estats Units - USS Plymouth Rock, IGY Atlantic Launch Site 01 LP-12 | Estats Units - SUI                                     | Estats Units - SUI                                     |
| 12 d'agost 07:48        | | SUI                                     | Suborbital                                                          |                                                                     | 12 d'agost                                             | Error de llançament                                    |
| 12 d'agost 13:55        | Estats Units - Loki Rockoon | Estats Units - Loki Rockoon             | Estats Units - USS Plymouth Rock, IGY Atlantic Launch Site 01 LP-13 | Estats Units - USS Plymouth Rock, IGY Atlantic Launch Site 01 LP-13 | Estats Units - SUI                                     | Estats Units - SUI                                     |
| 12 d'agost 13:55        | | SUI                                     | Suborbital                                                          |                                                                     | 12 d'agost                                             | Reeixit                                                |
| 12 d'agost 13:55        | Apogeu: 100 km |                                         |                                                                     |                                                                     |                                                        |                                                        |
| 13 d'agost 01:58        | Estats Units - Loki Rockoon | Estats Units - Loki Rockoon             | Estats Units - USS Plymouth Rock, IGY Atlantic Launch Site 01 LP-14 | Estats Units - USS Plymouth Rock, IGY Atlantic Launch Site 01 LP-14 | Estats Units - SUI                                     | Estats Units - SUI                                     |
| 13 d'agost 01:58        | | SUI                                     | Suborbital                                                          |                                                                     | 13 d'agost                                             | Reeixit                                                |
| 13 d'agost 01:58        | Apogeu: 100 km |                                         |                                                                     |                                                                     |                                                        |                                                        |
| 13 d'agost              | Alemanya - Unió Soviètica - R-2A | Alemanya - Unió Soviètica - R-2A        | Unió Soviètica - Kapustin Iar                                       | Unió Soviètica - Kapustin Iar                                       | Unió Soviètica - OKB-1                                 | Unió Soviètica - OKB-1                                 |
| 13 d'agost              | Unió Soviètica - SOI | OKB-1                                   | Suborbital                                                          | Solar                                                               | 13 d'agost                                             | Reeixit                                                |
| 13 d'agost              | Apogeu: 100 km |                                         |                                                                     |                                                                     |                                                        |                                                        |
| 14 d'agost 08:06        | Estats Units - Loki Rockoon | Estats Units - Loki Rockoon             | Estats Units - USS Plymouth Rock, IGY Atlantic Launch Site 01 LP-15 | Estats Units - USS Plymouth Rock, IGY Atlantic Launch Site 01 LP-15 | Estats Units - SUI                                     | Estats Units - SUI                                     |
| 14 d'agost 08:06        | | SUI                                     | Suborbital                                                          |                                                                     | 14 d'agost                                             | Reeixit                                                |
| 14 d'agost 08:06        | Apogeu: 100 km |                                         |                                                                     |                                                                     |                                                        |                                                        |
| 14 d'agost 20:00        | Estats Units - Loki Rockoon | Estats Units - Loki Rockoon             | Estats Units - USS Plymouth Rock, IGY Atlantic Launch Site 01 LP-17 | Estats Units - USS Plymouth Rock, IGY Atlantic Launch Site 01 LP-17 | Estats Units - SUI                                     | Estats Units - SUI                                     |
| 14 d'agost 20:00        | | SUI                                     | Suborbital                                                          |                                                                     | 14 d'agost                                             | Reeixit                                                |
| 14 d'agost 20:00        | Apogeu: 130 km |                                         |                                                                     |                                                                     |                                                        |                                                        |
| 16 d'agost              | Estats Units - X-17 | Estats Units - X-17                     | Estats Units - Cape Canaveral LC-3                                  | Estats Units - Cape Canaveral LC-3                                  | Estats Units - Força Aèria dels Estats Units d'Amèrica | Estats Units - Força Aèria dels Estats Units d'Amèrica |
| 16 d'agost              | | Marina dels Estats Units d'Amèrica      | Suborbital                                                          | Prova de REV                                                        | 16 d'agost                                             | Reeixit                                                |
| 16 d'agost              | Apogeu: 100 km |                                         |                                                                     |                                                                     |                                                        |                                                        |
| 21 d'agost 21:25        | Unió Soviètica - R-7 Semyorka | Unió Soviètica - R-7 Semyorka           | Unió Soviètica - Baikonur Site 1/5                                  | Unió Soviètica - Baikonur Site 1/5                                  | Unió Soviètica - MVS                                   | Unió Soviètica - MVS                                   |
| 21 d'agost 21:25        | | MVS                                     | Suborbital                                                          | Prova de míssils                                                    | 21 d'agost                                             | Reeixit                                                |
| 21 d'agost 21:25        | Primer llançament del R-7 amb èxit. Apogeu: 1350 km |                                         |                                                                     |                                                                     |                                                        |                                                        |
| 23 d'agost 21:54        | Estats Units - Nike-Cajun | Estats Units - Nike-Cajun               | Canadà - Fort Churchill                                             | Canadà - Fort Churchill                                             | Estats Units - Exèrcit dels Estats Units d'Amèrica     | Estats Units - Exèrcit dels Estats Units d'Amèrica     |
| 23 d'agost 21:54        | | BRL                                     | Suborbital                                                          | Prova de vol                                                        | 23 d'agost                                             | Reeixit                                                |
| 23 d'agost 21:54        | Apogeu: 114 km |                                         |                                                                     |                                                                     |                                                        |                                                        |
| 24 d'agost 06:00        | Estats Units - Nike-Cajun | Estats Units - Nike-Cajun               | Canadà - Fort Churchill                                             | Canadà - Fort Churchill                                             | Estats Units - Exèrcit dels Estats Units d'Amèrica     | Estats Units - Exèrcit dels Estats Units d'Amèrica     |
| 24 d'agost 06:00        | | Exèrcit dels Estats Units d'Amèrica     | Suborbital                                                          | Aeronomia                                                           | 24 d'agost                                             | Error de llançament                                    |
| 24 d'agost 06:00        | Apogeu: 10 km |                                         |                                                                     |                                                                     |                                                        |                                                        |
| 25 d'agost 02:23        | Alemanya - Unió Soviètica - R-2A | Alemanya - Unió Soviètica - R-2A        | Unió Soviètica - Kapustin Iar                                       | Unió Soviètica - Kapustin Iar                                       | Unió Soviètica - OKB-1                                 | Unió Soviètica - OKB-1                                 |
| 25 d'agost 02:23        | | OKB-1                                   | Suborbital                                                          | Ionosfèric                                                          | 25 d'agost                                             | Reeixit                                                |
| 25 d'agost 02:23        | Apogeu: 206 km |                                         |                                                                     |                                                                     |                                                        |                                                        |
| 25 d'agost 03:27        | Alemanya - Unió Soviètica - R-2A | Alemanya - Unió Soviètica - R-2A        | Unió Soviètica - Kapustin Iar                                       | Unió Soviètica - Kapustin Iar                                       | Unió Soviètica - OKB-1                                 | Unió Soviètica - OKB-1                                 |
| 25 d'agost 03:27        | | OKB-1                                   | Suborbital                                                          | Prova de míssils                                                    | 25 d'agost                                             | Reeixit                                                |
| 25 d'agost 03:27        | Apogeu: 208 km |                                         |                                                                     |                                                                     |                                                        |                                                        |
| 27 d'agost 08:54        | Estats Units - Nike-Deacon | Estats Units - Nike-Deacon              | Estats Units - San Nicolas                                          | Estats Units - San Nicolas                                          | Estats Units - Marina dels Estats Units d'Amèrica      | Estats Units - Marina dels Estats Units d'Amèrica      |
| 27 d'agost 08:54        | | Marina dels Estats Units d'Amèrica      | Suborbital                                                          | Solar                                                               | 27 d'agost                                             | Error de llançament                                    |
| 27 d'agost 08:54        | Apogeu: 16 km |                                         |                                                                     |                                                                     |                                                        |                                                        |
| 28 d'agost 21:02        | Estats Units - PGM-19 Jupiter | Estats Units - PGM-19 Jupiter           | Estats Units - Cape Canaveral LC-26A                                | Estats Units - Cape Canaveral LC-26A                                | Estats Units - Força Aèria dels Estats Units d'Amèrica | Estats Units - Força Aèria dels Estats Units d'Amèrica |
| 28 d'agost 21:02        | | Força Aèria dels Estats Units d'Amèrica | Suborbital                                                          | Prova de míssils                                                    | 28 d'agost                                             | Reeixit                                                |
| 28 d'agost 21:02        | Apogeu: 500 km |                                         |                                                                     |                                                                     |                                                        |                                                        |
| 29 d'agost 14:12        | Estats Units - Nike-Deacon | Estats Units - Nike-Deacon              | Estats Units - San Nicolas                                          | Estats Units - San Nicolas                                          | Estats Units - Marina dels Estats Units d'Amèrica      | Estats Units - Marina dels Estats Units d'Amèrica      |
| 29 d'agost 14:12        | | Marina dels Estats Units d'Amèrica      | Suborbital                                                          | Solar                                                               | 29 d'agost                                             | Reeixit                                                |
| 29 d'agost 14:12        | Apogeu: 113 km |                                         |                                                                     |                                                                     |                                                        |                                                        |
| 30 d'agost              | Estats Units - PGM-17 Thor DM-18 | Estats Units - PGM-17 Thor DM-18        | Estats Units - Cape Canaveral LC-17A                                | Estats Units - Cape Canaveral LC-17A                                | Estats Units - Força Aèria dels Estats Units d'Amèrica | Estats Units - Força Aèria dels Estats Units d'Amèrica |
| 30 d'agost              | | Força Aèria dels Estats Units d'Amèrica | Suborbital                                                          | Prova de míssils                                                    | +92 seconds                                            | Error de llançament                                    |
| 30 d'agost              | Disintegrated 92 seconds after launch |                                         |                                                                     |                                                                     |                                                        |                                                        |
| 31 d'agost 04:57        | Estats Units - Nike-Cajun | Estats Units - Nike-Cajun               | Canadà - Fort Churchill                                             | Canadà - Fort Churchill                                             | Estats Units - Força Aèria dels Estats Units d'Amèrica | Estats Units - Força Aèria dels Estats Units d'Amèrica |
| 31 d'agost 04:57        | | NRL                                     | Suborbital                                                          | Aurores                                                             | 31 d'agost                                             | Reeixit                                                |
| 31 d'agost 04:57        | Apogeu: 115 km |                                         |                                                                     |                                                                     |                                                        |                                                        |
| 31 d'agost 05:30        | Alemanya - Unió Soviètica - R-2A | Alemanya - Unió Soviètica - R-2A        | Unió Soviètica - Kapustin Iar                                       | Unió Soviètica - Kapustin Iar                                       | Unió Soviètica - OKB-1                                 | Unió Soviètica - OKB-1                                 |
| 31 d'agost 05:30        | | OKB-1                                   | Suborbital                                                          | Ionosfèric Biològic                                                 | 31 d'agost                                             | Reeixit                                                |
| 31 d'agost 05:30        | Apogeu: 185 km |                                         |                                                                     |                                                                     |                                                        |                                                        |
| Agost                   | Unió Soviètica - R-11M Zemlya | Unió Soviètica - R-11M Zemlya           | Unió Soviètica - Kapustin Iar                                       | Unió Soviètica - Kapustin Iar                                       | Unió Soviètica - OKB-1                                 | Unió Soviètica - OKB-1                                 |
| Agost                   | | OKB-1                                   | Suborbital                                                          | Prova de míssils                                                    | rowspan=1                                              | Desconegut                                             |
| Agost                   | Apogeu: 200 km |                                         |                                                                     |                                                                     |                                                        |                                                        |
| Agost                   | Unió Soviètica - R-12 Dvina | Unió Soviètica - R-12 Dvina             | Unió Soviètica - Kapustin Iar                                       | Unió Soviètica - Kapustin Iar                                       | Unió Soviètica - OKB-1                                 | Unió Soviètica - OKB-1                                 |
| Agost                   | | OKB-1                                   | Suborbital                                                          | Prova de míssils                                                    | rowspan=1                                              | Reeixit                                                |
| Agost                   | Apogeu: 402 km |                                         |                                                                     |                                                                     |                                                        |                                                        |
| Agost                   | Unió Soviètica - R-12 Dvina | Unió Soviètica - R-12 Dvina             | Unió Soviètica - Kapustin Iar                                       | Unió Soviètica - Kapustin Iar                                       | Unió Soviètica - OKB-1                                 | Unió Soviètica - OKB-1                                 |
| Agost                   | | OKB-1                                   | Suborbital                                                          | Prova de míssils                                                    | rowspan=1                                              | Reeixit                                                |
| Agost                   | Apogeu: 402 km |                                         |                                                                     |                                                                     |                                                        |                                                        |
| Setembre                | |                                         |                                                                     |                                                                     |                                                        |                                                        |
| 1 de setembre 22:28     | Estats Units - Aerobee-150 (Hi) | Estats Units - Aerobee-150 (Hi)         | Canadà - Fort Churchill                                             | Canadà - Fort Churchill                                             | Estats Units - Força Aèria dels Estats Units d'Amèrica | Estats Units - Força Aèria dels Estats Units d'Amèrica |
| 1 de setembre 22:28     | | Força Aèria dels Estats Units d'Amèrica | Suborbital                                                          | Aeronomia                                                           | 1 de setembre                                          | Reeixit                                                |
| 1 de setembre 22:28     | Apogeu: 160 km |                                         |                                                                     |                                                                     |                                                        |                                                        |
| 2 de setembre           | Unió Soviètica - R-11M Zemlya | Unió Soviètica - R-11M Zemlya           | Unió Soviètica - Kapustin Iar                                       | Unió Soviètica - Kapustin Iar                                       | Unió Soviètica - OKB-1                                 | Unió Soviètica - OKB-1                                 |
| 2 de setembre           | | OKB-1                                   | Suborbital                                                          | Prova de míssils                                                    | 2 de setembre                                          | Desconegut                                             |
| 2 de setembre           | Apogeu: 200 km |                                         |                                                                     |                                                                     |                                                        |                                                        |
| 3 de setembre           | Estats Units - X-17 | Estats Units - X-17                     | Estats Units - Cape Canaveral LC-3                                  | Estats Units - Cape Canaveral LC-3                                  | Estats Units - Força Aèria dels Estats Units d'Amèrica | Estats Units - Força Aèria dels Estats Units d'Amèrica |
| 3 de setembre           | | Marina dels Estats Units d'Amèrica      | Suborbital                                                          | Prova de REV                                                        | 3 de setembre                                          | Reeixit                                                |
| 3 de setembre           | Apogeu: 100 km |                                         |                                                                     |                                                                     |                                                        |                                                        |
| 7 de setembre 11:39     | Unió Soviètica - R-7 Semyorka | Unió Soviètica - R-7 Semyorka           | Unió Soviètica - Baikonur Site 1/5                                  | Unió Soviètica - Baikonur Site 1/5                                  | Unió Soviètica - MVS                                   | Unió Soviètica - MVS                                   |
| 7 de setembre 11:39     | | MVS                                     | Suborbital                                                          | Prova de míssils                                                    | 7 de setembre                                          | Reeixit                                                |
| 7 de setembre 11:39     | Apogeu: 1350 km |                                         |                                                                     |                                                                     |                                                        |                                                        |
| 9 de setembre 15:50     | Alemanya - Unió Soviètica - R-2A | Alemanya - Unió Soviètica - R-2A        | Unió Soviètica - Kapustin Iar                                       | Unió Soviètica - Kapustin Iar                                       | Unió Soviètica - OKB-1                                 | Unió Soviètica - OKB-1                                 |
| 9 de setembre 15:50     | | OKB-1                                   | Suborbital                                                          | Ionosfèric Biològic                                                 | 9 de setembre                                          | Reeixit                                                |
| 9 de setembre 15:50     | Apogeu: 212 km |                                         |                                                                     |                                                                     |                                                        |                                                        |
| 12 de setembre 16:20    | Estats Units - Nike-Deacon | Estats Units - Nike-Deacon              | Estats Units - San Nicolas                                          | Estats Units - San Nicolas                                          | Estats Units - Marina dels Estats Units d'Amèrica      | Estats Units - Marina dels Estats Units d'Amèrica      |
| 12 de setembre 16:20    | | Marina dels Estats Units d'Amèrica      | Suborbital                                                          | Solar                                                               | 12 de setembre                                         | Error de llançament                                    |
| 12 de setembre 16:20    | Apogeu: 3 km |                                         |                                                                     |                                                                     |                                                        |                                                        |
| 15 de setembre 13:27    | Estats Units - Nike-Deacon | Estats Units - Nike-Deacon              | Estats Units - San Nicolas                                          | Estats Units - San Nicolas                                          | Estats Units - Marina dels Estats Units d'Amèrica      | Estats Units - Marina dels Estats Units d'Amèrica      |
| 15 de setembre 13:27    | | Marina dels Estats Units d'Amèrica      | Suborbital                                                          | Solar                                                               | 15 de setembre                                         | Error de llançament                                    |
| 18 de setembre 18:42    | Estats Units - Nike-Deacon | Estats Units - Nike-Deacon              | Estats Units - San Nicolas                                          | Estats Units - San Nicolas                                          | Estats Units - Marina dels Estats Units d'Amèrica      | Estats Units - Marina dels Estats Units d'Amèrica      |
| 18 de setembre 18:42    | | Marina dels Estats Units d'Amèrica      | Suborbital                                                          | Solar                                                               | 18 de setembre                                         | Error de llançament                                    |
| 18 de setembre 18:42    | Apogeu: 21 km |                                         |                                                                     |                                                                     |                                                        |                                                        |
| 19 de setembre 16:30    | Estats Units - Aerobee | Estats Units - Aerobee                  | Estats Units - Holloman LC-A                                        | Estats Units - Holloman LC-A                                        | Estats Units - Força Aèria dels Estats Units d'Amèrica | Estats Units - Força Aèria dels Estats Units d'Amèrica |
| 19 de setembre 16:30    | | Força Aèria dels Estats Units d'Amèrica | Suborbital                                                          | Aeronomia                                                           | 19 de setembre                                         | Reeixit                                                |
| 19 de setembre 16:30    | Apogeu: 100 km, s'allibera cesi |                                         |                                                                     |                                                                     |                                                        |                                                        |
| 20 de setembre          | Estats Units - PGM-17 Thor DM-18 | Estats Units - PGM-17 Thor DM-18        | Estats Units - Cape Canaveral LC-17B                                | Estats Units - Cape Canaveral LC-17B                                | Estats Units - Força Aèria dels Estats Units d'Amèrica | Estats Units - Força Aèria dels Estats Units d'Amèrica |
| 20 de setembre          | | Força Aèria dels Estats Units d'Amèrica | Suborbital                                                          | Prova de míssils                                                    | 20 de setembre                                         | Reeixit                                                |
| 20 de setembre          | Primer llançament del míssil Thor amb èxit, Apogeu: 520 km |                                         |                                                                     |                                                                     |                                                        |                                                        |
| 21 de setembre          | Estats Units - Aerobee | Estats Units - Aerobee                  | Estats Units - Holloman LC-A                                        | Estats Units - Holloman LC-A                                        | Estats Units - Força Aèria dels Estats Units d'Amèrica | Estats Units - Força Aèria dels Estats Units d'Amèrica |
| 21 de setembre          | | Força Aèria dels Estats Units d'Amèrica | Suborbital                                                          | Aeronomia                                                           | 21 de setembre                                         | Reeixit                                                |
| 21 de setembre          | Apogeu: 100 km |                                         |                                                                     |                                                                     |                                                        |                                                        |
| 25 de setembre 19:57    | Estats Units - SM-65A Atlas | Estats Units - SM-65A Atlas             | Estats Units - Cape Canaveral LC-14                                 | Estats Units - Cape Canaveral LC-14                                 | Estats Units - Força Aèria dels Estats Units d'Amèrica | Estats Units - Força Aèria dels Estats Units d'Amèrica |
| 25 de setembre 19:57    | | Força Aèria dels Estats Units d'Amèrica | Suborbital                                                          | Prova de míssils                                                    | 25 de setembre                                         | Error de llançament                                    |
| 25 de setembre 19:57    | Destruït per seguretat del vol resultant un malfuncionament en el sistema de combustible, Apogeu: 4 km |                                         |                                                                     |                                                                     |                                                        |                                                        |
| 25 de setembre          | Estats Units - Farside | Estats Units - Farside                  | Nacions Unides - Estats Units - Eniwetak                            | Nacions Unides - Estats Units - Eniwetak                            | Estats Units - Força Aèria dels Estats Units d'Amèrica | Estats Units - Força Aèria dels Estats Units d'Amèrica |
| 25 de setembre          | | Força Aèria dels Estats Units d'Amèrica | Suborbital                                                          | Ionosfèric                                                          | 25 de setembre                                         | Error de llançament                                    |
| 25 de setembre          | Apogeu: 20 km, Vol inaugural del Farside, problema amb etapa de zero |                                         |                                                                     |                                                                     |                                                        |                                                        |
| 26 de setembre 17:05    | Estats Units - Loki Rockoon | Estats Units - Loki Rockoon             | Estats Units - USS Glacier, IGY Atlantic Launch Site 02             | Estats Units - USS Glacier, IGY Atlantic Launch Site 02             | Estats Units - SUI                                     | Estats Units - SUI                                     |
| 26 de setembre 17:05    | | SUI                                     | Suborbital                                                          |                                                                     | 26 de setembre                                         | Reeixit                                                |
| 26 de setembre 17:05    | Apogeu: 100 km |                                         |                                                                     |                                                                     |                                                        |                                                        |
| 26 de setembre 20:00    | Estats Units - Nike-Asp | Estats Units - Nike-Asp                 | Estats Units - San Nicolas                                          | Estats Units - San Nicolas                                          | Estats Units - Marina dels Estats Units d'Amèrica      | Estats Units - Marina dels Estats Units d'Amèrica      |
| 26 de setembre 20:00    | | Marina dels Estats Units d'Amèrica      | Suborbital                                                          | Prova de vol                                                        | 26 de setembre                                         | Error de llançament                                    |
| 26 de setembre 20:00    | Apogeu: 16 km |                                         |                                                                     |                                                                     |                                                        |                                                        |
| 27 de setembre 13:12    | Estats Units - Loki Rockoon | Estats Units - Loki Rockoon             | Estats Units - USS Glacier, IGY Atlantic Launch Site 03             | Estats Units - USS Glacier, IGY Atlantic Launch Site 03             | Estats Units - SUI                                     | Estats Units - SUI                                     |
| 27 de setembre 13:12    | | SUI                                     | Suborbital                                                          |                                                                     | 27 de setembre                                         | Reeixit                                                |
| 27 de setembre 13:12    | Apogeu: 119 km |                                         |                                                                     |                                                                     |                                                        |                                                        |
| Setembre                | Unió Soviètica - R-12 Dvina | Unió Soviètica - R-12 Dvina             | Unió Soviètica - Kapustin Iar                                       | Unió Soviètica - Kapustin Iar                                       | Unió Soviètica - OKB-1                                 | Unió Soviètica - OKB-1                                 |
| Setembre                | | OKB-1                                   | Suborbital                                                          | Prova de míssils                                                    | rowspan=1                                              | Reeixit                                                |
| Setembre                | Apogeu: 402 km |                                         |                                                                     |                                                                     |                                                        |                                                        |
| Octubre                 | |                                         |                                                                     |                                                                     |                                                        |                                                        |
| 1 d'octubre             | Austràlia - Long Tom | Austràlia - Long Tom                    | Austràlia - Woomera LA-2                                            | Austràlia - Woomera LA-2                                            | Austràlia - WRE                                        | Austràlia - WRE                                        |
| 1 d'octubre             | | WRE                                     | Suborbital                                                          | Prova de vol                                                        | 1 d'octubre                                            | Reeixit                                                |
| 1 d'octubre             | Apogeu: 100 km, Vol inaugural del Long Tom, primer vol espacial d'Austràlia |                                         |                                                                     |                                                                     |                                                        |                                                        |
| 3 d'octubre 17:13       | Estats Units - PGM-17 Thor DM-18 | Estats Units - PGM-17 Thor DM-18        | Estats Units - Cape Canaveral LC-17A                                | Estats Units - Cape Canaveral LC-17A                                | Estats Units - Força Aèria dels Estats Units d'Amèrica | Estats Units - Força Aèria dels Estats Units d'Amèrica |
| 3 d'octubre 17:13       | | Força Aèria dels Estats Units d'Amèrica | Suborbital                                                          | Prova de míssils                                                    | 3 d'octubre                                            | Error de llançament                                    |
| 3 d'octubre             | Estats Units - Farside | Estats Units - Farside                  | Nacions Unides - Estats Units - Eniwetak                            | Nacions Unides - Estats Units - Eniwetak                            | Estats Units - Força Aèria dels Estats Units d'Amèrica | Estats Units - Força Aèria dels Estats Units d'Amèrica |
| 3 d'octubre             | | Força Aèria dels Estats Units d'Amèrica | Suborbital                                                          | Ionosfèric                                                          | 3 d'octubre                                            | Error de llançament                                    |
| 3 d'octubre             | Apogeu: 800 km |                                         |                                                                     |                                                                     |                                                        |                                                        |
| 4 d'octubre 19:16       | Estats Units - Loki Rockoon | Estats Units - Loki Rockoon             | Estats Units - USS Glacier, IGY Atlantic Launch Site 04             | Estats Units - USS Glacier, IGY Atlantic Launch Site 04             | Estats Units - SUI                                     | Estats Units - SUI                                     |
| 4 d'octubre 19:16       | | SUI                                     | Suborbital                                                          |                                                                     | 4 d'octubre                                            | Reeixit                                                |
| 4 d'octubre 19:16       | Apogeu: 113 km |                                         |                                                                     |                                                                     |                                                        |                                                        |
| 4 d'octubre 19:28:34    | Unió Soviètica - Sputnik-PS (8K71PS) | Unió Soviètica - Sputnik-PS (8K71PS)    | Unió Soviètica - Baikonur Site 1/5                                  | Unió Soviètica - Baikonur Site 1/5                                  | Unió Soviètica - MVS                                   | Unió Soviètica - MVS                                   |
| 4 d'octubre 19:28:34    | Unió Soviètica - Spútnik 1 (PS-1) | MVS                                     | Òrbita terrestre baixa                                              | Tecnologia                                                          | 4 de gener 1958                                        | Reeixit                                                |
| 4 d'octubre 19:28:34    | Primer vol orbtial, primer satèl·lit artificial de la Terra, Vol inaugural del coet Spútnik |                                         |                                                                     |                                                                     |                                                        |                                                        |
| 7 d'octubre             | Estats Units - Farside | Estats Units - Farside                  | Nacions Unides - Estats Units - Eniwetak                            | Nacions Unides - Estats Units - Eniwetak                            | Estats Units - Força Aèria dels Estats Units d'Amèrica | Estats Units - Força Aèria dels Estats Units d'Amèrica |
| 7 d'octubre             | | Força Aèria dels Estats Units d'Amèrica | Suborbital                                                          | Ionosfèric                                                          | 7 d'octubre                                            | Error de llançament                                    |
| 7 d'octubre             | Apogeu: 700 km |                                         |                                                                     |                                                                     |                                                        |                                                        |
| 11 d'octubre 16:33      | Estats Units - PGM-17 Thor DM-18 | Estats Units - PGM-17 Thor DM-18        | Estats Units - Cape Canaveral LC-17B                                | Estats Units - Cape Canaveral LC-17B                                | Estats Units - Força Aèria dels Estats Units d'Amèrica | Estats Units - Força Aèria dels Estats Units d'Amèrica |
| 11 d'octubre 16:33      | | Força Aèria dels Estats Units d'Amèrica | Suborbital                                                          | Prova de míssils                                                    | 11 d'octubre                                           | Partial Error de llançament                            |
| 11 d'octubre 16:33      | Apogeu: 520 km, la caixa de canvis turbopump no funcionava correctament, fins ara segueixen complint els objectius primaris de proves                                                                                  |                                         |                                                                     |                                                                     |                                                        |                                                        |
| 11 d'octubre            | Estats Units - Farside | Estats Units - Farside                  | Nacions Unides - Estats Units - Eniwetak                            | Nacions Unides - Estats Units - Eniwetak                            | Estats Units - Força Aèria dels Estats Units d'Amèrica | Estats Units - Força Aèria dels Estats Units d'Amèrica |
| 11 d'octubre            | | Força Aèria dels Estats Units d'Amèrica | Suborbital                                                          | Ionosfèric                                                          | 11 d'octubre                                           | Error de llançament                                    |
| 11 d'octubre            | Apogeu: 30 km |                                         |                                                                     |                                                                     |                                                        |                                                        |
| 13 d'octubre 18:15      | Estats Units - Loki Rockoon | Estats Units - Loki Rockoon             | Estats Units - USS Glacier, IGY Pacific Launch Site 05              | Estats Units - USS Glacier, IGY Pacific Launch Site 05              | Estats Units - SUI                                     | Estats Units - SUI                                     |
| 13 d'octubre 18:15      | | SUI                                     | Suborbital                                                          |                                                                     | 13 d'octubre                                           | Reeixit                                                |
| 13 d'octubre 18:15      | Apogeu: 100 km |                                         |                                                                     |                                                                     |                                                        |                                                        |
| 14 d'octubre 01:04      | Estats Units - Aerobee | Estats Units - Aerobee                  | Estats Units - Holloman LC-A                                        | Estats Units - Holloman LC-A                                        | Estats Units - Força Aèria dels Estats Units d'Amèrica | Estats Units - Força Aèria dels Estats Units d'Amèrica |
| 14 d'octubre 01:04      | | Força Aèria dels Estats Units d'Amèrica | Suborbital                                                          | Investigació de meteorits                                           | 14 d'octubre                                           | Reeixit                                                |
| 14 d'octubre 01:04      | Apogeu: 100 km |                                         |                                                                     |                                                                     |                                                        |                                                        |
| 14 d'octubre 21:16      | Estats Units - Loki Rockoon | Estats Units - Loki Rockoon             | Estats Units - USS Glacier, IGY Pacific Launch Site 06              | Estats Units - USS Glacier, IGY Pacific Launch Site 06              | Estats Units - SUI                                     | Estats Units - SUI                                     |
| 14 d'octubre 21:16      | | SUI                                     | Suborbital                                                          |                                                                     | 14 d'octubre                                           | Reeixit                                                |
| 14 d'octubre 21:16      | Apogeu: 113 km |                                         |                                                                     |                                                                     |                                                        |                                                        |
| 16 d'octubre 20:02      | Estats Units - Loki Rockoon | Estats Units - Loki Rockoon             | Estats Units - USS Glacier, IGY Pacific Launch Site 07              | Estats Units - USS Glacier, IGY Pacific Launch Site 07              | Estats Units - SUI                                     | Estats Units - SUI                                     |
| 16 d'octubre 20:02      | | SUI                                     | Suborbital                                                          |                                                                     | 16 d'octubre                                           | Reeixit                                                |
| 16 d'octubre 20:02      | Apogeu: 100 km |                                         |                                                                     |                                                                     |                                                        |                                                        |
| 17 d'octubre 00:09      | Estats Units - Loki Rockoon | Estats Units - Loki Rockoon             | Estats Units - USS Glacier, IGY Pacific Launch Site 08              | Estats Units - USS Glacier, IGY Pacific Launch Site 08              | Estats Units - SUI                                     | Estats Units - SUI                                     |
| 17 d'octubre 00:09      | | SUI                                     | Suborbital                                                          |                                                                     | 17 d'octubre                                           | Reeixit                                                |
| 17 d'octubre 00:09      | Apogeu: 100 km |                                         |                                                                     |                                                                     |                                                        |                                                        |
| 17 d'octubre 02:18      | Estats Units - Loki Rockoon | Estats Units - Loki Rockoon             | Estats Units - USS Glacier, IGY Pacific Launch Site 09              | Estats Units - USS Glacier, IGY Pacific Launch Site 09              | Estats Units - SUI                                     | Estats Units - SUI                                     |
| 17 d'octubre 02:18      | | SUI                                     | Suborbital                                                          |                                                                     | 17 d'octubre                                           | Reeixit                                                |
| 17 d'octubre 02:18      | Apogeu: 100 km |                                         |                                                                     |                                                                     |                                                        |                                                        |
| 17 d'octubre 20:01      | Estats Units - Loki Rockoon | Estats Units - Loki Rockoon             | Estats Units - USS Glacier, IGY Pacific Launch Site 10              | Estats Units - USS Glacier, IGY Pacific Launch Site 10              | Estats Units - SUI                                     | Estats Units - SUI                                     |
| 17 d'octubre 20:01      | | SUI                                     | Suborbital                                                          |                                                                     | 17 d'octubre                                           | Error de llançament                                    |
| 17 d'octubre 20:01      | Apogeu: 41 km |                                         |                                                                     |                                                                     |                                                        |                                                        |
| 17 d'octubre 23:44      | Estats Units - Loki Rockoon | Estats Units - Loki Rockoon             | Estats Units - USS Glacier, IGY Pacific Launch Site 11              | Estats Units - USS Glacier, IGY Pacific Launch Site 11              | Estats Units - SUI                                     | Estats Units - SUI                                     |
| 17 d'octubre 23:44      | | SUI                                     | Suborbital                                                          |                                                                     | 17 d'octubre                                           | Reeixit                                                |
| 17 d'octubre 23:44      | Apogeu: 127 km |                                         |                                                                     |                                                                     |                                                        |                                                        |
| 18 d'octubre 09:35      | Estats Units - Loki Rockoon | Estats Units - Loki Rockoon             | Estats Units - USS Glacier, IGY Pacific Launch Site 12              | Estats Units - USS Glacier, IGY Pacific Launch Site 12              | Estats Units - SUI                                     | Estats Units - SUI                                     |
| 18 d'octubre 09:35      | | SUI                                     | Suborbital                                                          |                                                                     | 18 d'octubre                                           | Reeixit                                                |
| 18 d'octubre 09:35      | Apogeu: 100 km |                                         |                                                                     |                                                                     |                                                        |                                                        |
| 18 d'octubre 19:43      | Estats Units - Loki Rockoon | Estats Units - Loki Rockoon             | Estats Units - USS Glacier, IGY Pacific Launch Site 13              | Estats Units - USS Glacier, IGY Pacific Launch Site 13              | Estats Units - SUI                                     | Estats Units - SUI                                     |
| 18 d'octubre 19:43      | | SUI                                     | Suborbital                                                          |                                                                     | 18 d'octubre                                           | Reeixit                                                |
| 18 d'octubre 19:43      | Apogeu: 121 km |                                         |                                                                     |                                                                     |                                                        |                                                        |
| 18 d'octubre 23:43      | Estats Units - Loki Rockoon | Estats Units - Loki Rockoon             | Estats Units - USS Glacier, IGY Pacific Launch Site 14              | Estats Units - USS Glacier, IGY Pacific Launch Site 14              | Estats Units - SUI                                     | Estats Units - SUI                                     |
| 18 d'octubre 23:43      | | SUI                                     | Suborbital                                                          |                                                                     | 18 d'octubre                                           | Reeixit                                                |
| 18 d'octubre 23:43      | Apogeu: 121 km |                                         |                                                                     |                                                                     |                                                        |                                                        |
| 19 d'octubre 18:50      | Estats Units - Loki Rockoon | Estats Units - Loki Rockoon             | Estats Units - USS Glacier, IGY Pacific Launch Site 15              | Estats Units - USS Glacier, IGY Pacific Launch Site 15              | Estats Units - SUI                                     | Estats Units - SUI                                     |
| 19 d'octubre 18:50      | | SUI                                     | Suborbital                                                          |                                                                     | 19 d'octubre                                           | Reeixit                                                |
| 19 d'octubre 18:50      | Apogeu: 122 km |                                         |                                                                     |                                                                     |                                                        |                                                        |
| 20 d'octubre 01:06      | Estats Units - Loki Rockoon | Estats Units - Loki Rockoon             | Estats Units - USS Glacier, IGY Pacific Launch Site 16              | Estats Units - USS Glacier, IGY Pacific Launch Site 16              | Estats Units - SUI                                     | Estats Units - SUI                                     |
| 20 d'octubre 01:06      | | SUI                                     | Suborbital                                                          |                                                                     | 20 d'octubre                                           | Reeixit                                                |
| 20 d'octubre 01:06      | Apogeu: 104 km |                                         |                                                                     |                                                                     |                                                        |                                                        |
| 20 d'octubre 03:57      | Estats Units - Loki Rockoon | Estats Units - Loki Rockoon             | Estats Units - USS Glacier, IGY Pacific Launch Site 17              | Estats Units - USS Glacier, IGY Pacific Launch Site 17              | Estats Units - SUI                                     | Estats Units - SUI                                     |
| 20 d'octubre 03:57      | | SUI                                     | Suborbital                                                          |                                                                     | 20 d'octubre                                           | Reeixit                                                |
| 20 d'octubre 03:57      | Apogeu: 100 km |                                         |                                                                     |                                                                     |                                                        |                                                        |
| 20 d'octubre 20:11      | Estats Units - Loki Rockoon | Estats Units - Loki Rockoon             | Estats Units - USS Glacier, IGY Pacific Launch Site 18              | Estats Units - USS Glacier, IGY Pacific Launch Site 18              | Estats Units - SUI                                     | Estats Units - SUI                                     |
| 20 d'octubre 20:11      | | SUI                                     | Suborbital                                                          |                                                                     | 20 d'octubre                                           | Reeixit                                                |
| 20 d'octubre 20:11      | Apogeu: 100 km |                                         |                                                                     |                                                                     |                                                        |                                                        |
| 20 d'octubre            | Estats Units - Farside | Estats Units - Farside                  | Nacions Unides - Estats Units - Eniwetak                            | Nacions Unides - Estats Units - Eniwetak                            | Estats Units - Força Aèria dels Estats Units d'Amèrica | Estats Units - Força Aèria dels Estats Units d'Amèrica |
| 20 d'octubre            | | Força Aèria dels Estats Units d'Amèrica | Suborbital                                                          | Ionosfèric                                                          | 20 d'octubre                                           | Problema en el vehicle                                 |
| 20 d'octubre            | Apogeu: 5000 km, no va retornar dades a causa d'un mal funcionament del transmissor |                                         |                                                                     |                                                                     |                                                        |                                                        |
| 22 d'octubre            | Estats Units - Farside | Estats Units - Farside                  | Nacions Unides - Estats Units - Eniwetak                            | Nacions Unides - Estats Units - Eniwetak                            | Estats Units - Força Aèria dels Estats Units d'Amèrica | Estats Units - Força Aèria dels Estats Units d'Amèrica |
| 22 d'octubre            | | Força Aèria dels Estats Units d'Amèrica | Suborbital                                                          | Ionosfèric                                                          | 22 d'octubre                                           | Problema en el vehicle                                 |
| 22 d'octubre            | Apogeu: 5000 km, no va retornar dades a causa d'un mal funcionament del transmissor |                                         |                                                                     |                                                                     |                                                        |                                                        |
| 22 d'octubre 22:31      | Estats Units - Loki Rockoon | Estats Units - Loki Rockoon             | Estats Units - USS Glacier, IGY Pacific Launch Site 19              | Estats Units - USS Glacier, IGY Pacific Launch Site 19              | Estats Units - SUI                                     | Estats Units - SUI                                     |
| 22 d'octubre 22:31      | | SUI                                     | Suborbital                                                          |                                                                     | 22 d'octubre                                           | Reeixit                                                |
| 22 d'octubre 22:31      | Apogeu: 100 km |                                         |                                                                     |                                                                     |                                                        |                                                        |
| 23 d'octubre 01:07      | Estats Units - PGM-19 Jupiter | Estats Units - PGM-19 Jupiter           | Estats Units - Cape Canaveral LC-26B                                | Estats Units - Cape Canaveral LC-26B                                | Estats Units - Força Aèria dels Estats Units d'Amèrica | Estats Units - Força Aèria dels Estats Units d'Amèrica |
| 23 d'octubre 01:07      | | Força Aèria dels Estats Units d'Amèrica | Suborbital                                                          | Prova de míssils                                                    | 23 d'octubre                                           | Reeixit                                                |
| 23 d'octubre 01:07      | Apogeu: 500 km |                                         |                                                                     |                                                                     |                                                        |                                                        |
| 23 d'octubre 19:22:54   | Estats Units - Vanguard | Estats Units - Vanguard                 | Estats Units - Cape Canaveral LC-18A                                | Estats Units - Cape Canaveral LC-18A                                | Estats Units - Marina dels Estats Units d'Amèrica      | Estats Units - Marina dels Estats Units d'Amèrica      |
| 23 d'octubre 19:22:54   | | Marina dels Estats Units d'Amèrica      | Suborbital                                                          | Prova de vol                                                        | 23 d'octubre                                           | Reeixit                                                |
| 23 d'octubre 19:22:54   | Vol inaugural del Vanguard, etapes superiors de battleship, Apogeu: 175 km |                                         |                                                                     |                                                                     |                                                        |                                                        |
| 23 d'octubre            | Estats Units - X-17 | Estats Units - X-17                     | Estats Units - Cape Canaveral LC-3                                  | Estats Units - Cape Canaveral LC-3                                  | Estats Units - Força Aèria dels Estats Units d'Amèrica | Estats Units - Força Aèria dels Estats Units d'Amèrica |
| 23 d'octubre            | | Marina dels Estats Units d'Amèrica      | Suborbital                                                          | Prova de REV                                                        | 23 d'octubre                                           | Reeixit                                                |
| 23 d'octubre            | Apogeu: 100 km |                                         |                                                                     |                                                                     |                                                        |                                                        |
| 23 d'octubre            | Estats Units - Aerobee | Estats Units - Aerobee                  | Estats Units - Holloman LC-A                                        | Estats Units - Holloman LC-A                                        | Estats Units - Força Aèria dels Estats Units d'Amèrica | Estats Units - Força Aèria dels Estats Units d'Amèrica |
| 23 d'octubre            | | Força Aèria dels Estats Units d'Amèrica | Suborbital                                                          | Aeronomia                                                           | 23 d'octubre                                           | Reeixit                                                |
| 23 d'octubre            | Apogeu: 100 km |                                         |                                                                     |                                                                     |                                                        |                                                        |
| 24 d'octubre 16:32      | Estats Units - PGM-17 Thor DM-18 | Estats Units - PGM-17 Thor DM-18        | Estats Units - Cape Canaveral LC-17A                                | Estats Units - Cape Canaveral LC-17A                                | Estats Units - Força Aèria dels Estats Units d'Amèrica | Estats Units - Força Aèria dels Estats Units d'Amèrica |
| 24 d'octubre 16:32      | | Força Aèria dels Estats Units d'Amèrica | Suborbital                                                          | Prova de míssils                                                    | 24 d'octubre                                           | Reeixit                                                |
| 24 d'octubre 16:32      | Apogeu: 520 km |                                         |                                                                     |                                                                     |                                                        |                                                        |
| 24 d'octubre            | Estats Units - X-17 | Estats Units - X-17                     | Estats Units - Cape Canaveral LC-3                                  | Estats Units - Cape Canaveral LC-3                                  | Estats Units - Força Aèria dels Estats Units d'Amèrica | Estats Units - Força Aèria dels Estats Units d'Amèrica |
| 24 d'octubre            | | Marina dels Estats Units d'Amèrica      | Suborbital                                                          | Prova de REV                                                        | 24 d'octubre                                           | Reeixit                                                |
| 24 d'octubre            | Apogeu: 100 km |                                         |                                                                     |                                                                     |                                                        |                                                        |
| 25 d'octubre            | Estats Units - Aerobee | Estats Units - Aerobee                  | Estats Units - Holloman LC-A                                        | Estats Units - Holloman LC-A                                        | Estats Units - Força Aèria dels Estats Units d'Amèrica | Estats Units - Força Aèria dels Estats Units d'Amèrica |
| 25 d'octubre            | | Força Aèria dels Estats Units d'Amèrica | Suborbital                                                          | Ionosfèric                                                          | 25 d'octubre                                           | Reeixit                                                |
| 25 d'octubre            | Apogeu: 100 km |                                         |                                                                     |                                                                     |                                                        |                                                        |
| 26 d'octubre 19:47      | Estats Units - Loki Rockoon | Estats Units - Loki Rockoon             | Estats Units - USS Glacier, IGY Pacific Launch Site 20              | Estats Units - USS Glacier, IGY Pacific Launch Site 20              | Estats Units - SUI                                     | Estats Units - SUI                                     |
| 26 d'octubre 19:47      | | SUI                                     | Suborbital                                                          |                                                                     | 26 d'octubre                                           | Reeixit                                                |
| 26 d'octubre 19:47      | Apogeu: 100 km |                                         |                                                                     |                                                                     |                                                        |                                                        |
| 27 d'octubre 02:46      | Estats Units - Loki Rockoon | Estats Units - Loki Rockoon             | Estats Units - USS Glacier, IGY Pacific Launch Site 21              | Estats Units - USS Glacier, IGY Pacific Launch Site 21              | Estats Units - SUI                                     | Estats Units - SUI                                     |
| 27 d'octubre 02:46      | | SUI                                     | Suborbital                                                          |                                                                     | 27 d'octubre                                           | Reeixit                                                |
| 27 d'octubre 02:46      | Apogeu: 100 km |                                         |                                                                     |                                                                     |                                                        |                                                        |
| 29 d'octubre 00:13      | Estats Units - Loki Rockoon | Estats Units - Loki Rockoon             | Estats Units - USS Glacier, IGY Pacific Launch Site 22              | Estats Units - USS Glacier, IGY Pacific Launch Site 22              | Estats Units - SUI                                     | Estats Units - SUI                                     |
| 29 d'octubre 00:13      | | SUI                                     | Suborbital                                                          |                                                                     | 29 d'octubre                                           | Reeixit                                                |
| 29 d'octubre 00:13      | Apogeu: 100 km |                                         |                                                                     |                                                                     |                                                        |                                                        |
| 30 d'octubre 21:40      | Estats Units - Loki Rockoon | Estats Units - Loki Rockoon             | Estats Units - USS Glacier, IGY Pacific Launch Site 23              | Estats Units - USS Glacier, IGY Pacific Launch Site 23              | Estats Units - SUI                                     | Estats Units - SUI                                     |
| 30 d'octubre 21:40      | | SUI                                     | Suborbital                                                          |                                                                     | 30 d'octubre                                           | Reeixit                                                |
| 30 d'octubre 21:40      | Apogeu: 100 km |                                         |                                                                     |                                                                     |                                                        |                                                        |
| 31 d'octubre 00:29      | Estats Units - Loki Rockoon | Estats Units - Loki Rockoon             | Estats Units - USS Glacier, IGY Pacific Launch Site 24              | Estats Units - USS Glacier, IGY Pacific Launch Site 24              | Estats Units - SUI                                     | Estats Units - SUI                                     |
| 31 d'octubre 00:29      | | SUI                                     | Suborbital                                                          |                                                                     | 31 d'octubre                                           | Reeixit                                                |
| 31 d'octubre 00:29      | Apogeu: 100 km |                                         |                                                                     |                                                                     |                                                        |                                                        |
| 31 d'octubre 19:51      | Estats Units - Loki Rockoon | Estats Units - Loki Rockoon             | Estats Units - USS Glacier, IGY Pacific Launch Site 25              | Estats Units - USS Glacier, IGY Pacific Launch Site 25              | Estats Units - SUI                                     | Estats Units - SUI                                     |
| 31 d'octubre 19:51      | | SUI                                     | Suborbital                                                          |                                                                     | 31 d'octubre                                           | Reeixit                                                |
| 31 d'octubre 19:51      | Apogeu: 100 km |                                         |                                                                     |                                                                     |                                                        |                                                        |
| Novembre                | |                                         |                                                                     |                                                                     |                                                        |                                                        |
| 1 de novembre 01:00     | Estats Units - Loki Rockoon | Estats Units - Loki Rockoon             | Estats Units - USS Glacier, IGY Pacific Launch Site 26              | Estats Units - USS Glacier, IGY Pacific Launch Site 26              | Estats Units - SUI                                     | Estats Units - SUI                                     |
| 1 de novembre 01:00     | | SUI                                     | Suborbital                                                          |                                                                     | 1 de novembre                                          | Reeixit                                                |
| 1 de novembre 01:00     | Apogeu: 100 km |                                         |                                                                     |                                                                     |                                                        |                                                        |
| 3 de novembre 02:30:42  | Unió Soviètica - Spútnik-PS (8K71PS) | Unió Soviètica - Spútnik-PS (8K71PS)    | Unió Soviètica - Baikonur Site 1/5                                  | Unió Soviètica - Baikonur Site 1/5                                  | Unió Soviètica - MVS                                   | Unió Soviètica - MVS                                   |
| 3 de novembre 02:30:42  | Unió Soviètica - Spútnik 2 (PS-2) | MVS                                     | òrbita terrestre baixa                                              | Biològic                                                            | 14 d'abril 1958                                        | Error parcial de llançament Error parcial del vehicle  |
| 3 de novembre 02:30:42  | Transportava la Laika, el primer animal en òrbita. El vehicle espacial no es va separar del coet i la Laika va morir abans de la finalització dels experiments. Vol final de l'Spútnik-PS.                             |                                         |                                                                     |                                                                     |                                                        |                                                        |
| 3 de novembre 20:08     | Estats Units - Loki Rockoon | Estats Units - Loki Rockoon             | Estats Units - USS Glacier, IGY Pacific Launch Site 27              | Estats Units - USS Glacier, IGY Pacific Launch Site 27              | Estats Units - SUI                                     | Estats Units - SUI                                     |
| 3 de novembre 20:08     | | SUI                                     | Suborbital                                                          |                                                                     | 3 de novembre                                          | Reeixit                                                |
| 3 de novembre 20:08     | Apogeu: 100 km |                                         |                                                                     |                                                                     |                                                        |                                                        |
| 3 de novembre 23:24     | Estats Units - Loki Rockoon | Estats Units - Loki Rockoon             | Estats Units - USS Glacier, IGY Pacific Launch Site 28              | Estats Units - USS Glacier, IGY Pacific Launch Site 28              | Estats Units - SUI                                     | Estats Units - SUI                                     |
| 3 de novembre 23:24     | | SUI                                     | Suborbital                                                          |                                                                     | 3 de novembre                                          | Reeixit                                                |
| 3 de novembre 23:24     | Apogeu: 100 km |                                         |                                                                     |                                                                     |                                                        |                                                        |
| 4 de novembre 01:41     | Estats Units - Loki Rockoon | Estats Units - Loki Rockoon             | Estats Units - USS Glacier, IGY Pacific Launch Site 29              | Estats Units - USS Glacier, IGY Pacific Launch Site 29              | Estats Units - SUI                                     | Estats Units - SUI                                     |
| 4 de novembre 01:41     | | SUI                                     | Suborbital                                                          |                                                                     | 4 de novembre                                          | Reeixit                                                |
| 4 de novembre 01:41     | Apogeu: 113 km |                                         |                                                                     |                                                                     |                                                        |                                                        |
| 4 de novembre 03:47     | Estats Units - Loki Rockoon | Estats Units - Loki Rockoon             | Estats Units - USS Glacier, IGY Pacific Launch Site 30              | Estats Units - USS Glacier, IGY Pacific Launch Site 30              | Estats Units - SUI                                     | Estats Units - SUI                                     |
| 4 de novembre 03:47     | | SUI                                     | Suborbital                                                          |                                                                     | 4 de novembre                                          | Reeixit                                                |
| 4 de novembre 03:47     | Apogeu: 100 km |                                         |                                                                     |                                                                     |                                                        |                                                        |
| 4 de novembre 07:16     | Estats Units - Loki Rockoon | Estats Units - Loki Rockoon             | Estats Units - USS Glacier, IGY Pacific Launch Site 31              | Estats Units - USS Glacier, IGY Pacific Launch Site 31              | Estats Units - SUI                                     | Estats Units - SUI                                     |
| 4 de novembre 07:16     | | SUI                                     | Suborbital                                                          |                                                                     | 4 de novembre                                          | Reeixit                                                |
| 4 de novembre 07:16     | Apogeu: 100 km |                                         |                                                                     |                                                                     |                                                        |                                                        |
| 4 de novembre 18:52     | Estats Units - Loki Rockoon | Estats Units - Loki Rockoon             | Estats Units - USS Glacier, IGY Pacific Launch Site 32              | Estats Units - USS Glacier, IGY Pacific Launch Site 32              | Estats Units - SUI                                     | Estats Units - SUI                                     |
| 4 de novembre 18:52     | | SUI                                     | Suborbital                                                          |                                                                     | 4 de novembre                                          | Reeixit                                                |
| 4 de novembre 18:52     | Apogeu: 100 km |                                         |                                                                     |                                                                     |                                                        |                                                        |
| 5 de novembre 01:25     | Estats Units - Loki Rockoon | Estats Units - Loki Rockoon             | Estats Units - USS Glacier, IGY Pacific Launch Site 33              | Estats Units - USS Glacier, IGY Pacific Launch Site 33              | Estats Units - SUI                                     | Estats Units - SUI                                     |
| 5 de novembre 01:25     | | SUI                                     | Suborbital                                                          |                                                                     | 5 de novembre                                          | Reeixit                                                |
| 5 de novembre 01:25     | Apogeu: 100 km |                                         |                                                                     |                                                                     |                                                        |                                                        |
| 5 de novembre 21:59     | Estats Units - Loki Rockoon | Estats Units - Loki Rockoon             | Estats Units - USS Glacier, IGY Pacific Launch Site 35              | Estats Units - USS Glacier, IGY Pacific Launch Site 35              | Estats Units - SUI                                     | Estats Units - SUI                                     |
| 5 de novembre 21:59     | | SUI                                     | Suborbital                                                          |                                                                     | 5 de novembre                                          | Reeixit                                                |
| 5 de novembre 21:59     | Apogeu: 100 km |                                         |                                                                     |                                                                     |                                                        |                                                        |
| 7 de novembre 16:05     | Estats Units - Aerobee | Estats Units - Aerobee                  | Estats Units - Holloman LC-A                                        | Estats Units - Holloman LC-A                                        | Estats Units - Força Aèria dels Estats Units d'Amèrica | Estats Units - Força Aèria dels Estats Units d'Amèrica |
| 7 de novembre 16:05     | | Força Aèria dels Estats Units d'Amèrica | Suborbital                                                          | Ionosfèric                                                          | 7 de novembre                                          | Reeixit                                                |
| 7 de novembre 16:05     | Apogeu: 100 km |                                         |                                                                     |                                                                     |                                                        |                                                        |
| 8 de novembre 14:57     | Estats Units - Aerobee | Estats Units - Aerobee                  | Estats Units - Holloman LC-A                                        | Estats Units - Holloman LC-A                                        | Estats Units - Força Aèria dels Estats Units d'Amèrica | Estats Units - Força Aèria dels Estats Units d'Amèrica |
| 8 de novembre 14:57     | | Força Aèria dels Estats Units d'Amèrica | Suborbital                                                          | Ionosfèric                                                          | 8 de novembre                                          | Error de llançament                                    |
| 8 de novembre 14:57     | Apogeu: 100 km |                                         |                                                                     |                                                                     |                                                        |                                                        |
| 8 de novembre 20:43     | Estats Units - Loki Rockoon | Estats Units - Loki Rockoon             | Estats Units - USS Glacier, IGY Pacific Launch Site 36              | Estats Units - USS Glacier, IGY Pacific Launch Site 36              | Estats Units - SUI                                     | Estats Units - SUI                                     |
| 8 de novembre 20:43     | | SUI                                     | Suborbital                                                          |                                                                     | 8 de novembre                                          | Reeixit                                                |
| 8 de novembre 20:43     | Apogeu: 110 km |                                         |                                                                     |                                                                     |                                                        |                                                        |
| 8 de novembre 23:15     | Estats Units - Loki Rockoon | Estats Units - Loki Rockoon             | Estats Units - USS Glacier, IGY Pacific Launch Site 37              | Estats Units - USS Glacier, IGY Pacific Launch Site 37              | Estats Units - SUI                                     | Estats Units - SUI                                     |
| 8 de novembre 23:15     | | SUI                                     | Suborbital                                                          |                                                                     | 8 de novembre                                          | Reeixit                                                |
| 8 de novembre 23:15     | Apogeu: 110 km |                                         |                                                                     |                                                                     |                                                        |                                                        |
| 8 de novembre           | Estats Units - X-17 | Estats Units - X-17                     | Estats Units - Cape Canaveral LC-3                                  | Estats Units - Cape Canaveral LC-3                                  | Estats Units - Força Aèria dels Estats Units d'Amèrica | Estats Units - Força Aèria dels Estats Units d'Amèrica |
| 8 de novembre           | | Marina dels Estats Units d'Amèrica      | Suborbital                                                          | Prova de REV                                                        | 8 de novembre                                          | Reeixit                                                |
| 8 de novembre           | Apogeu: 100 km |                                         |                                                                     |                                                                     |                                                        |                                                        |
| 9 de novembre 16:54     | Alemanya - Unió Soviètica - A-1 | Alemanya - Unió Soviètica - A-1         | Unió Soviètica - Kapustin Iar                                       | Unió Soviètica - Kapustin Iar                                       | Unió Soviètica - OKB-1                                 | Unió Soviètica - OKB-1                                 |
| 9 de novembre 16:54     | | OKB-1                                   | Suborbital                                                          | Ionosfèric Aeronomia                                                | 9 de novembre                                          | Reeixit                                                |
| 9 de novembre 16:54     | Apogeu: 330 km |                                         |                                                                     |                                                                     |                                                        |                                                        |
| 10 de novembre          | Estats Units - Aerobee | Estats Units - Aerobee                  | Estats Units - Holloman LC-A                                        | Estats Units - Holloman LC-A                                        | Estats Units - Força Aèria dels Estats Units d'Amèrica | Estats Units - Força Aèria dels Estats Units d'Amèrica |
| 10 de novembre          | | Força Aèria dels Estats Units d'Amèrica | Suborbital                                                          | Aeronomia                                                           | 10 de novembre                                         | Reeixit                                                |
| 10 de novembre          | Apogeu: 100 km |                                         |                                                                     |                                                                     |                                                        |                                                        |
| 13 de novembre 11:52    | Regne Unit - Skylark-1 | Regne Unit - Skylark-1                  | Austràlia - Woomera LA-2                                            | Austràlia - Woomera LA-2                                            | Regne Unit - RAE                                       | Regne Unit - RAE                                       |
| 13 de novembre 11:52    | | RAE                                     | Suborbital                                                          |                                                                     | 13 de novembre                                         | Reeixit                                                |
| 13 de novembre 11:52    | Apogeu: 127 km, primer vol espacial britànic |                                         |                                                                     |                                                                     |                                                        |                                                        |
| 15 de novembre          | Estats Units - X-17 | Estats Units - X-17                     | Estats Units - Cape Canaveral LC-3                                  | Estats Units - Cape Canaveral LC-3                                  | Estats Units - Força Aèria dels Estats Units d'Amèrica | Estats Units - Força Aèria dels Estats Units d'Amèrica |
| 15 de novembre          | | Marina dels Estats Units d'Amèrica      | Suborbital                                                          | Prova de REV                                                        | 15 de novembre                                         | Reeixit                                                |
| 15 de novembre          | Apogeu: 100 km |                                         |                                                                     |                                                                     |                                                        |                                                        |
| 19 de novembre 16:29:56 | Estats Units - Aerobee | Estats Units - Aerobee                  | Estats Units - Holloman LC-A                                        | Estats Units - Holloman LC-A                                        | Estats Units - Força Aèria dels Estats Units d'Amèrica | Estats Units - Força Aèria dels Estats Units d'Amèrica |
| 19 de novembre 16:29:56 | Estats Units - Smoke Puff | Força Aèria dels Estats Units d'Amèrica | Suborbital                                                          | Aeronomia                                                           | 19 de novembre                                         | Reeixit                                                |
| 19 de novembre 16:29:56 | Apogeu: 121 km, s'allibera nitrat de potassi i alumini |                                         |                                                                     |                                                                     |                                                        |                                                        |
| 26 de novembre          | Estats Units - Aerobee | Estats Units - Aerobee                  | Estats Units - Holloman LC-A                                        | Estats Units - Holloman LC-A                                        | Estats Units - Força Aèria dels Estats Units d'Amèrica | Estats Units - Força Aèria dels Estats Units d'Amèrica |
| 26 de novembre          | | Força Aèria dels Estats Units d'Amèrica | Suborbital                                                          | Aeronomia                                                           | 26 de novembre                                         | Reeixit                                                |
| 26 de novembre          | Apogeu: 100 km |                                         |                                                                     |                                                                     |                                                        |                                                        |
| 27 de novembre 02:10    | Estats Units - PGM-19 Jupiter | Estats Units - PGM-19 Jupiter           | Estats Units - Cape Canaveral LC-26B                                | Estats Units - Cape Canaveral LC-26B                                | Estats Units - Força Aèria dels Estats Units d'Amèrica | Estats Units - Força Aèria dels Estats Units d'Amèrica |
| 27 de novembre 02:10    | | Força Aèria dels Estats Units d'Amèrica | Suborbital                                                          | Prova de míssils                                                    | 27 de novembre                                         | Error de llançament                                    |
| 27 de novembre 02:10    | Apogeu: 20 km |                                         |                                                                     |                                                                     |                                                        |                                                        |
| Desembre                | |                                         |                                                                     |                                                                     |                                                        |                                                        |
| 6 de desembre 16:44:35  | Estats Units - Vanguard | Estats Units - Vanguard                 | Estats Units - Cape Canaveral LC-18A                                | Estats Units - Cape Canaveral LC-18A                                | Estats Units - Marina dels Estats Units d'Amèrica      | Estats Units - Marina dels Estats Units d'Amèrica      |
| 6 de desembre 16:44:35  | Estats Units - 6.5in Satellite 1 | NRL                                     | Destinat: Òrbita Mitjana                                            | Geodèsia                                                            | +2 seconds                                             | Error de llançament                                    |
| 6 de desembre 16:44:35  | Primera prova del Vanguard, primer intent de llançament orbital dels EUA, i el primer fracàs total orbital d'un intent de llançament orbital. Va explotar en la plataforma de llançament després de la pèrdua d'impuls |                                         |                                                                     |                                                                     |                                                        |                                                        |
| 7 de desembre 22:11     | Estats Units - PGM-17 Thor DM-18 | Estats Units - PGM-17 Thor DM-18        | Estats Units - Cape Canaveral LC-17B                                | Estats Units - Cape Canaveral LC-17B                                | Estats Units - Força Aèria dels Estats Units d'Amèrica | Estats Units - Força Aèria dels Estats Units d'Amèrica |
| 7 de desembre 22:11     | | Força Aèria dels Estats Units d'Amèrica | Suborbital                                                          | Prova de míssils                                                    | 7 de desembre                                          | Reeixit                                                |
| 7 de desembre 22:11     | Apogeu: 520 km |                                         |                                                                     |                                                                     |                                                        |                                                        |
| 10 de desembre 17:35    | Estats Units - Nike-Cajun | Estats Units - Nike-Cajun               | Estats Units - White Sands                                          | Estats Units - White Sands                                          | Estats Units - Força Aèria dels Estats Units d'Amèrica | Estats Units - Força Aèria dels Estats Units d'Amèrica |
| 10 de desembre 17:35    | | Força Aèria dels Estats Units d'Amèrica | Suborbital                                                          | Ionosfèric                                                          | 10 de desembre                                         | Reeixit                                                |
| 10 de desembre 17:35    | Apogeu: 145 km |                                         |                                                                     |                                                                     |                                                        |                                                        |
| 10 de desembre 18:10    | Estats Units - Nike-Asp | Estats Units - Nike-Asp                 | Estats Units - San Nicolas                                          | Estats Units - San Nicolas                                          | Estats Units - Marina dels Estats Units d'Amèrica      | Estats Units - Marina dels Estats Units d'Amèrica      |
| 10 de desembre 18:10    | | Marina dels Estats Units d'Amèrica      | Suborbital                                                          | Prova de vol                                                        | 10 de desembre                                         | Reeixit                                                |
| 10 de desembre 18:10    | Apogeu: 169 km |                                         |                                                                     |                                                                     |                                                        |                                                        |
| 10 de desembre 21:36    | Estats Units - Nike-Cajun | Estats Units - Nike-Cajun               | Canadà - Fort Churchill                                             | Canadà - Fort Churchill                                             | Estats Units - Exèrcit dels Estats Units d'Amèrica     | Estats Units - Exèrcit dels Estats Units d'Amèrica     |
| 10 de desembre 21:36    | | Exèrcit dels Estats Units d'Amèrica     | Suborbital                                                          | Aeronomia                                                           | 10 de desembre                                         | Error de llançament                                    |
| 10 de desembre 21:36    | Apogeu: 2 km |                                         |                                                                     |                                                                     |                                                        |                                                        |
| 11 de desembre          | Estats Units - X-17 | Estats Units - X-17                     | Estats Units - Cape Canaveral LC-3                                  | Estats Units - Cape Canaveral LC-3                                  | Estats Units - Força Aèria dels Estats Units d'Amèrica | Estats Units - Força Aèria dels Estats Units d'Amèrica |
| 11 de desembre          | | Marina dels Estats Units d'Amèrica      | Suborbital                                                          | Prova de REV                                                        | 11 de desembre                                         | Reeixit                                                |
| 11 de desembre          | Apogeu: 100 km |                                         |                                                                     |                                                                     |                                                        |                                                        |
| 16 de desembre 00:38    | Estats Units - Nike-Cajun | Estats Units - Nike-Cajun               | Canadà - Fort Churchill                                             | Canadà - Fort Churchill                                             | Estats Units - Força Aèria dels Estats Units d'Amèrica | Estats Units - Força Aèria dels Estats Units d'Amèrica |
| 16 de desembre 00:38    | | Força Aèria dels Estats Units d'Amèrica | Suborbital                                                          | Aeronomia                                                           | 16 de desembre                                         | Error de llançament                                    |
| 16 de desembre 00:38    | Apogeu: 9 km |                                         |                                                                     |                                                                     |                                                        |                                                        |
| 17 de desembre 17:39    | Estats Units - SM-65A Atlas | Estats Units - SM-65A Atlas             | Estats Units - Cape Canaveral LC-14                                 | Estats Units - Cape Canaveral LC-14                                 | Estats Units - Força Aèria dels Estats Units d'Amèrica | Estats Units - Força Aèria dels Estats Units d'Amèrica |
| 17 de desembre 17:39    | | Força Aèria dels Estats Units d'Amèrica | Suborbital                                                          | Prova de míssils                                                    | 17 de desembre                                         | Reeixit                                                |
| 17 de desembre 17:39    | Primer llançament de l'Atlas amb èxit, Apogeu: 120 km |                                         |                                                                     |                                                                     |                                                        |                                                        |
| 19 de desembre 00:07    | Estats Units - PGM-19 Jupiter | Estats Units - PGM-19 Jupiter           | Estats Units - Cape Canaveral LC-26B                                | Estats Units - Cape Canaveral LC-26B                                | Estats Units - Força Aèria dels Estats Units d'Amèrica | Estats Units - Força Aèria dels Estats Units d'Amèrica |
| 19 de desembre 00:07    | | Força Aèria dels Estats Units d'Amèrica | Suborbital                                                          | Prova de míssils                                                    | 27 de novembre                                         | Error de llançament                                    |
| 19 de desembre 00:07    | Apogeu: 92 km |                                         |                                                                     |                                                                     |                                                        |                                                        |
| 19 de desembre 20:12    | Estats Units - PGM-17 Thor DM-18 | Estats Units - PGM-17 Thor DM-18        | Estats Units - Cape Canaveral LC-17A                                | Estats Units - Cape Canaveral LC-17A                                | Estats Units - Força Aèria dels Estats Units d'Amèrica | Estats Units - Força Aèria dels Estats Units d'Amèrica |
| 19 de desembre 20:12    | | Força Aèria dels Estats Units d'Amèrica | Suborbital                                                          | Prova de míssils                                                    | 19 de desembre                                         | Reeixit                                                |
| 19 de desembre 20:12    | Apogeu: 520 km |                                         |                                                                     |                                                                     |                                                        |                                                        |
| 23 de desembre          | Estats Units - Nike-Cajun | Estats Units - Nike-Cajun               | Estats Units - Wallops Island                                       | Estats Units - Wallops Island                                       | Estats Units - NACA                                    | Estats Units - NACA                                    |
| 23 de desembre          | Estats Units - HUGO | NACA                                    | Suborbital                                                          | Aeronomia Imatgeria                                                 | 23 de desembre                                         | Error de llançament                                    |
| 23 de desembre          | Apogeu: 10 km |                                         |                                                                     |                                                                     |                                                        |                                                        |
| Desconegut              | Estats Units - Terrapin | Estats Units - Terrapin                 | Estats Units - Wallops Island                                       | Estats Units - Wallops Island                                       | Estats Units - NACA                                    | Estats Units - NACA                                    |
| Desconegut              | | NACA                                    | Suborbital                                                          | Prova de vol                                                        | rowspan=1                                              | Reeixit                                                |
| Desconegut              | Apogeu: 100 km |                                         |                                                                     |                                                                     |                                                        |                                                        |
| Desconegut              | Estats Units - Terrapin | Estats Units - Terrapin                 | Estats Units - Wallops Island                                       | Estats Units - Wallops Island                                       | Estats Units - NACA                                    | Estats Units - NACA                                    |
| Desconegut              | | NACA                                    | Suborbital                                                          | Prova de vol                                                        | rowspan=1                                              | Reeixit                                                |
| Desconegut              | Apogeu: 100 km |                                         |                                                                     |                                                                     |                                                        |                                                        |
| Desconegut              | Estats Units - Terrapin | Estats Units - Terrapin                 | Estats Units - Wallops Island                                       | Estats Units - Wallops Island                                       | Estats Units - NACA                                    | Estats Units - NACA                                    |
| Desconegut              | | NACA                                    | Suborbital                                                          | Prova de vol                                                        | rowspan=1                                              | Reeixit                                                |
| Desconegut              | Apogeu: 100 km |                                         |                                                                     |                                                                     |                                                        |                                                        |
| Desconegut              | Estats Units - Terrapin | Estats Units - Terrapin                 | Estats Units - Wallops Island                                       | Estats Units - Wallops Island                                       | Estats Units - NACA                                    | Estats Units - NACA                                    |
| Desconegut              | | NACA                                    | Suborbital                                                          | Prova de vol                                                        | rowspan=1                                              | Reeixit                                                |
| Desconegut              | Apogeu: 100 km |                                         |                                                                     |                                                                     |                                                        |                                                        |

## Resum de llançaments orbitals

### Per país
| País           | Llançaments | Reeixits | Errors de llançament | Errors parcials de llançament | Comentaris                |
| -------------- | ----------- | -------- | -------------------- | ----------------------------- | ------------------------- |
| Unió Soviètica | 2           | 1        | 0                    | 1                             | Primer llançament orbital |
| Estats Units   | 1           | 0        | 1                    | 0                             |                           |

### Per coet
| Coet              | País           | Tipus    | Família | Llançaments | Reeixits | Errors de llançament | Errors parcials de llançament | Comentaris               |
| ----------------- | -------------- | -------- | ------- | ----------- | -------- | -------------------- | ----------------------------- | ------------------------ |
| Sputnik-PS 8K71PS | Unió Soviètica | Sputnik  | R-7     | 2           | 1        | 0                    | 1                             | Vols inaugurals i finals |
| Vanguard          | Estats Units   | Vanguard | Viking  | 1           | 0        | 1                    | 0                             | Vol inaugural            |

### Per zona de llançament
| Lloc           | País           | Llançaments | Reeixits | Errors de llançament | Errors parcials de llançament | Comentaris |
| -------------- | -------------- | ----------- | -------- | -------------------- | ----------------------------- | ---------- |
| Baikonur       | Unió Soviètica | 2           | 1        | 0                    | 1                             |            |
| Cape Canaveral | Estats Units   | 1           | 0        | 1                    | 0                             |            |

### Per òrbita
| Règim orbital                      | Llançaments | Reeixits | Errors de llançament | Aconseguits accidentalment | Comentaris |
| ---------------------------------- | ----------- | -------- | -------------------- | -------------------------- | ---------- |
| Va fracassar en arribar a l'òrbita | N/A         | N/A      | N/A                  | 1                          |            |
| Òrbita terrestre baixa             | 2           | 2        | 0                    | 0                          |            |
| Òrbita terrestre mitjana           | 1           | 0        | 1                    | 0                          |            |